# 나사우 공국
나사우 공국(독일어: Herzogtum Nassau)은 1806년부터 1866년까지 존재했던 독립 국가로, 현재 라인란트팔츠주와 헤센주 지역에 위치했다. 이 나라는 라인 동맹과 이후 독일 연방의 회원국이었다. 이후 단절된 통치 왕조는 나사우가였다. 공국의 이름은 역사적 중심 도시인 나사우의 이름을 따서 지어졌지만, 수도는 나사우가 아니라 비스바덴이었다. 1865년 나사우 공국의 인구는 465,636명이었다. 프로이센-오스트리아 전쟁 이후 1866년 프로이센 왕국에 점령 및 합병된 후 헤센나사우주에 편입되었다. 이 지역은 지리적, 역사적 지역인 나사우이며, 나사우는 또한 이전 공국 경계 내에 있는 나사우 자연공원의 이름이기도 하다.
룩셈부르크 대공은 여전히 "나사우 공작"을 부차적인 칭호로 사용하며, 대공 가족의 다른 구성원들은 "나사우 공" 또는 "나사우 공녀"를 칭호로 사용한다. 나사우는 또한 네덜란드 왕실의 이름에도 포함되어 있으며, 스스로를 오라녜나사우라고 칭한다.

## 지리

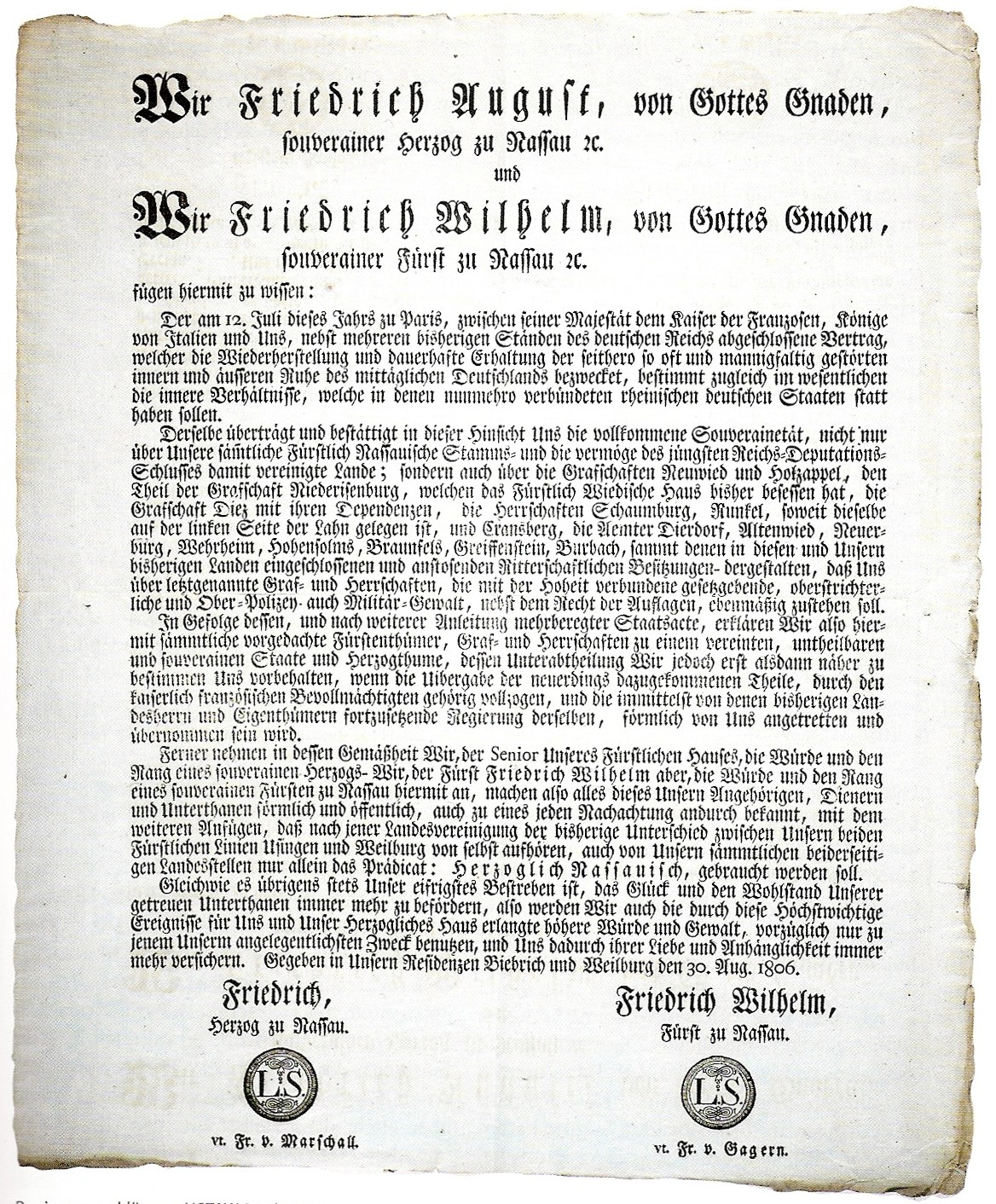
1806년 8월 30일 나사우 주권 선언

1816년 이전 나사우-바일부르크 공작들의 거주지였고, 이후 나사우 공작들의 거주지였던 바일부르크 성

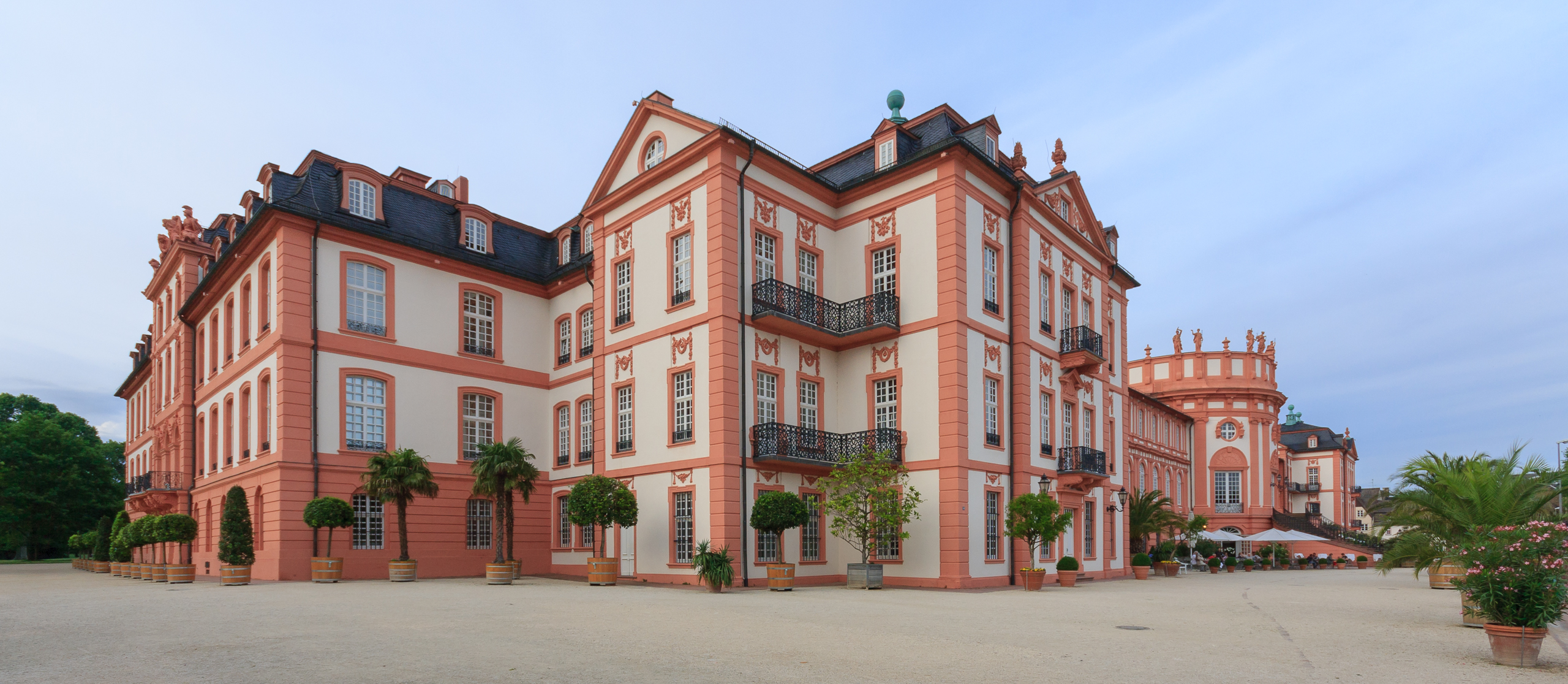
1817년부터 1841년까지 나사우 공작들의 거주지였고 이후 여름 거주지였던 비브리히 성

공국의 영토는 본질적으로 타우누스산맥과 베스터발트 산맥과 일치했다. 남쪽과 서쪽 경계는 마인강과 라인강으로 이루어졌으며, 영토의 북쪽 부분에서는 란강이 두 산맥을 갈랐다. 동쪽과 남쪽의 이웃 영토는 헤센 대공국이었다. 헤센-홈부르크 방백국과 프랑크푸르트 자유시도 동쪽에 있었다. 서쪽에는 프로이센 왕국의 라인주가 있었으며, 나사우 동부에는 베츨라어라는 월경지를 통제했다.

## 인구
1806년 건국 당시 공국의 인구는 302,769명이었다. 시민들은 대부분 농부, 일용직 노동자, 또는 장인이었다. 1819년에는 나사우 주민의 7%가 2,000명 이상의 인구를 가진 정착지에 살았고, 나머지는 850개의 작은 정착지와 1,200개의 고립된 농가에 살았다. 비스바덴은 5,000명의 인구로 가장 큰 정착지였고, 약 2,600명의 인구를 가진 림부르크안데어란이 두 번째로 큰 도시였다. 1847년까지 비스바덴은 14,000명으로, 림부르크는 3,400명으로 증가했다. 세 번째로 큰 도시는 회히스트암마인이었다.

## 역사

나사우의 조상적이고 핵심적인 문장으로, 더 큰 문장의 중심 방패를 형성했다. 이는 네덜란드의 국장과 거의 동일하며, 룩셈부르크의 국장의 세 번째와 네 번째 칸에도 포함되어 있다.

### 건국
나사우가는 거의 천 년에 걸친 역사 동안 많은 방계 혈족을 배출했다. 18세기까지 세 개의 주요 계통은 작은 공작령인 나사우-우징겐, 나사우-바일부르크, 그리고 나사우-디츠(이후 오라녜나사우)였으며, 현재의 네덜란드와 벨기에에 넓고 흩어진 영토를 가지고 있었다. 1736년부터 다양한 계통 간에 많은 조약과 협정이 체결되었는데(나사우 가족 협정), 이는 영토의 추가 분할을 막고 계통 간의 전반적인 정치적 조정을 가능하게 했다. 이러한 맥락에서 개별 영토의 행정 구역이 조정되어 후기 영토 통일의 토대가 마련되었다.
제1차 대프랑스 동맹 (1792–1797) 이후 나사우-디츠는 벨기에와 네덜란드의 영토를 잃었고, 나사우-우징겐과 나사우-바일부르크는 라인강 서쪽의 모든 영토를 프랑스에 잃었다. 반면에 다른 독일 세속 공국들과 마찬가지로 나사우 공국들은 세속화의 결과로 이전에 교회 소유였던 영토를 얻었다. 나사우 공국들은 제2차 라슈타트 회의(1797)와 파리에서 마인츠 선제후국과 트리어 선제후국의 주교 공작 영토를 확보하기 위한 협상에 참여했다. 1803년의 제국 의회 주요 결의는 나사우-우징겐과 나사우-바일부르크의 바람과 대체로 일치했다. 오라녜-나사우는 이미 나폴레옹과 별도의 조건을 합의한 상태였다.
나사우-우징겐은 자르브뤼켄, 자르베르덴의 3분의 2, 오트바일러, 그리고 몇몇 작은 영토(총 60,000명의 주민과 연간 447,000 굴덴의 수입)를 잃었다. 이에 대한 보상으로 마인츠로부터 회히스트, 쾨니히슈타인, 크론베르크, 란슈타인과 라인가우를 받았다. 쾰른 선제후국으로부터는 라인강 동쪽의 몇몇 지역을, 바이에른으로부터는 카웁의 하위 지역을, 헤센-다름슈타트로부터는 엡슈타인, 카첸엘른보겐, 브라우바흐의 영주권을 받았다. 프로이센으로부터는 자인-알텐키르헨, 자인-하헨부르크를 받았으며, 마인츠로부터 여러 수도원을 받았다. 이로써 나사우-우징겐은 잃었던 인구를 되찾고 연간 수입을 약 130,000 굴덴 증가시켰다.
나사우-바일부르크는 키르히하임, 슈타우프 그리고 자르베르덴의 3분의 1을 잃었다(인구 15,500명, 수익 178,000 굴덴). 이에 대한 대가로 에렌브라이트슈타인, 발렌다르, 자인, 몬타바우어, 림부르크안데어란을 포함한 트리어의 많은 작은 소유지, 세 개의 수도원, 그리고 림부르크 대성당의 소유지를 받았다. 이는 총 37,000명의 인구와 147,000 굴덴의 수익에 해당했다.
이러한 조정 과정에서 공작가의 재산은 삼림 및 농경지 52,000 헥타르 이상으로 상당히 확장되었다. 이 영지는 평지의 11.5%를 차지했으며 연간 약 100만 길더를 벌어들였는데, 이는 총 수입의 가장 큰 부분을 차지했다.
실제 제국법이 제정되기 전인 1802년 9월과 10월에 두 공국은 콜론과 마인츠로부터 받은 영토에 군대를 배치했다. 11월과 12월, 민간 관리들이 영토를 점령한 후, 이전 정권의 관리들과 새로운 주민들은 새로운 충성 서약을 했다. 나사우 관리들의 보고에 따르면, 새로운 행정부는 대부분의 지역에서 환영받거나 최소한 아무런 저항 없이 받아들여졌는데, 이는 나사우 공국들이 이전 성직자 통치자들에 비해 매우 자유주의적이라고 여겨졌기 때문이다. 1802년 12월부터 1803년 9월 사이에 부유한 수도원과 종교 공동체가 해체되었다. 소유 재산이 없는 수도원의 폐쇄는 1817년까지 계속되었는데, 이는 국가가 공동체를 해체한 후 수도사와 수녀들에게 연금을 지급해야 했기 때문이었다. 1803년 10월부터 1804년 2월 사이에 많은 제국 기사들과 다른 제국 직할령 소유자들의 영토가 점령되고 합병되었다. 1806년 8월/9월에야 이러한 획득이 칙령으로 확인되었고, 라인 동맹 조약으로 확정되었다. 이 과정은 제국 기사들이 주도하는 상당한 저항에 부딪혔지만, 이 저항은 심각한 결과를 초래하지 않았고, 결국 나사우 공작들의 영토 강탈이 프랑스 관리와 군인들에 의해 강제되었기 때문에 실패했다.
1806년 7월 17일, 나사우-우징겐 공작 프리드리히 아우구스트와 그의 사촌 나사우-바일부르크 공작 프리드리히 빌헬름은 라인 동맹에 가입했다. 나사우 가문의 연장자인 프리드리히 아우구스트 공작은 나사우의 주권 공작 칭호를 받았고, 프리드리히 빌헬름은 나사우의 주권 공작 칭호를 받았다. 나폴레옹 1세의 압력으로 두 백작령은 1806년 8월 30일 프리드리히 아우구스트와 프리드리히 빌헬름의 공동 통치 아래 나사우 공국으로 합병되었다. 이 결정은 프리드리히 아우구스트가 남자 후계자가 없어 프리드리히 빌헬름이 그의 공국을 어차피 상속받을 예정이라는 사실에 의해 장려되었다.
1815년 빈 회의에서 추가적인 영토 확장이 있었다. 오라녜-나사우 가문이 5월 31일 네덜란드 왕관을 받았을 때, 그들은 오라녜나사우 공국을 프로이센에 넘겨야 했고, 프로이센은 다음 날 그 일부를 나사우 공국에 넘겼다.
프리드리히 빌헬름은 1816년 1월 9일 바일부르크 성 계단에서 떨어져 사망했고, 그의 아들 빌헬름이 1816년 3월 24일 프리드리히 아우구스트의 사망 후 최초의 단독 나사우 공작이 되었다.

### 개혁 시대

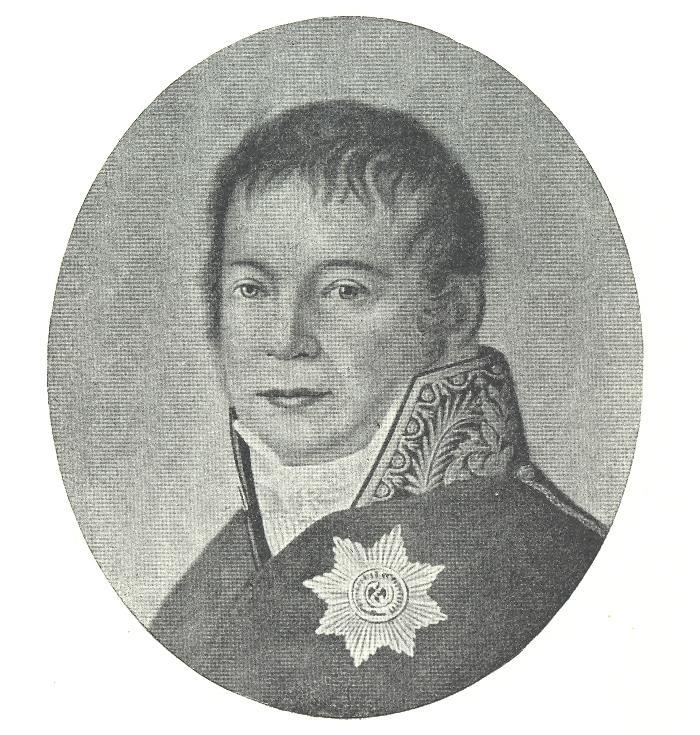
나사우의 수석 장관 에른스트 프란츠 루드비히 프라이헤어 마르샬 폰 비버슈타인 (1806–1834)

1806년의 수석 장관은 한스 크리스토프 에른스트 폰 가게른과 에른스트 프란츠 루드비히 폰 비버슈타인이었다. 폰 가게른은 1811년에 사임했고, 이후 폰 비버슈타인은 1834년 사망할 때까지 단독으로 봉사했다.
공국의 첫 몇 년 동안 일련의 개혁이 단행되었다: 1806년 농노제 폐지, 1810년 거주 이전의 자유 도입, 그리고 1812년 근본적인 세금 개혁으로, 991개의 직접세를 토지와 무역에 대한 단일 누진세로 대체했다. 굴욕적인 체벌이 폐지되었고, 문화 조례(Kulturverordnung)는 토지와 토지의 자율적 관리를 장려했다. 4개 구역의 과도기를 거쳐, 새로운 공국은 1809년 8월 1일 비스바덴, 바일부르크, 에렌브라이트슈타인의 3개 구역으로 통합되었다. 이들은 1816년 비스바덴이 유일한 수도로 지정되면서 폐지되었다. 암트 하위 구역의 수는 1806년 62개에서 1812년 48개로 점차 감소했다. 영토의 종교적 이질성으로 인해 1817년 3월 24일 "통합 학교" 제도가 도입되었다. 1818년 3월 14일, 독일 최초의 주 단위 공중 보건 시스템이 구축되었다.

#### 1814년 헌법
1814년 9월 2일, 헌법이 공포되었다. 이는 독일 국가들 중 최초의 현대적인 헌법이었다. (매우 제한적이지만) 의회가 정부, 특히 세금 문제에 참여했기 때문에 당시 용어로는 "의회 헌법"으로 간주되었다. 헌법은 개인의 자유, 종교적 관용, 그리고 출판의 자유를 보장했다. 이 헌법은 원래 나사우 출신이었고 그곳에 상당한 재산을 소유하고 있던 하인리히 프리드리히 카를 폰 춤 슈타인의 영향을 크게 받았다. 공작들은 그들의 영토를 몰수당했던 제국 기사 계급의 일원이었고 그의 참여로 기사들의 반대가 줄어들었기 때문에 그의 개입을 장려했다. 그러나 유럽 협조 시대의 입법, 특히 1819년의 카를스바트 결의는 다른 곳과 마찬가지로 나사우에서도 자유의 새로운 제한을 가져왔다.
1849년 12월 28일, 헌법은 1848년 독일 혁명의 민주적 요구를 반영한 개정 헌법으로 대체되었다. 1851년 11월 25일, 이 헌법은 폐지되고 이전 헌법이 복원되었다.

#### 의회

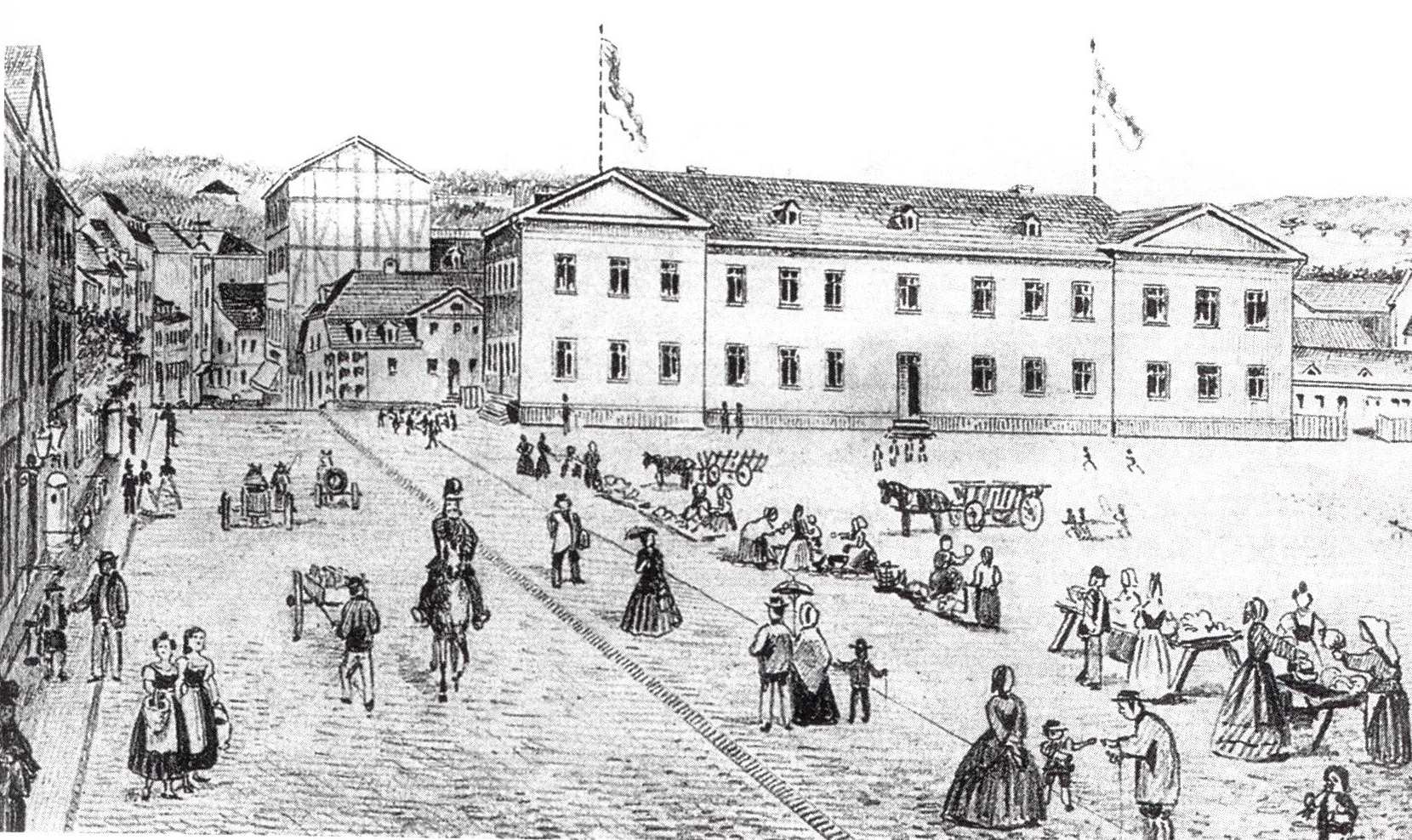
1818년부터 1844년까지 나사우 의회의 소재지였던 비스바덴 마르크트플라츠의 시립 학교

1814년 헌법에 따라 나사우 의회(Landstände)는 두 개의 의회를 가졌다: 대의원 의회(Landesdeputiertenversammlung)와 귀족원(Herrenbank). 귀족원의 11명 의원은 모두 나사우 가문의 공작들이거나 귀족 대표들이었다. 대의원 의회의 22명 의원은 대부분 제한 선거로 선출되었지만, 토지 소유자여야 했으며, 성직자 대표 3명과 교사 대표 1명은 예외였다.
헌법이 제정된 지 불과 4년 후인 1818년에 공국에서 첫 선거가 치러졌다. 그 결과 의회는 공국 설립에 아무런 역할을 할 수 없게 되었다. 유권자는 39명의 귀족, 상당한 토지를 소유한 1448명, 부유한 도시 거주자 128명으로 구성되었다. 당시 공국 인구가 약 287,000명이었음을 감안하면 이는 극히 적은 수의 유권자였다.
의회는 1818년 3월 3일에 처음으로 회의를 개최했다.

### 나사우 영지 분쟁

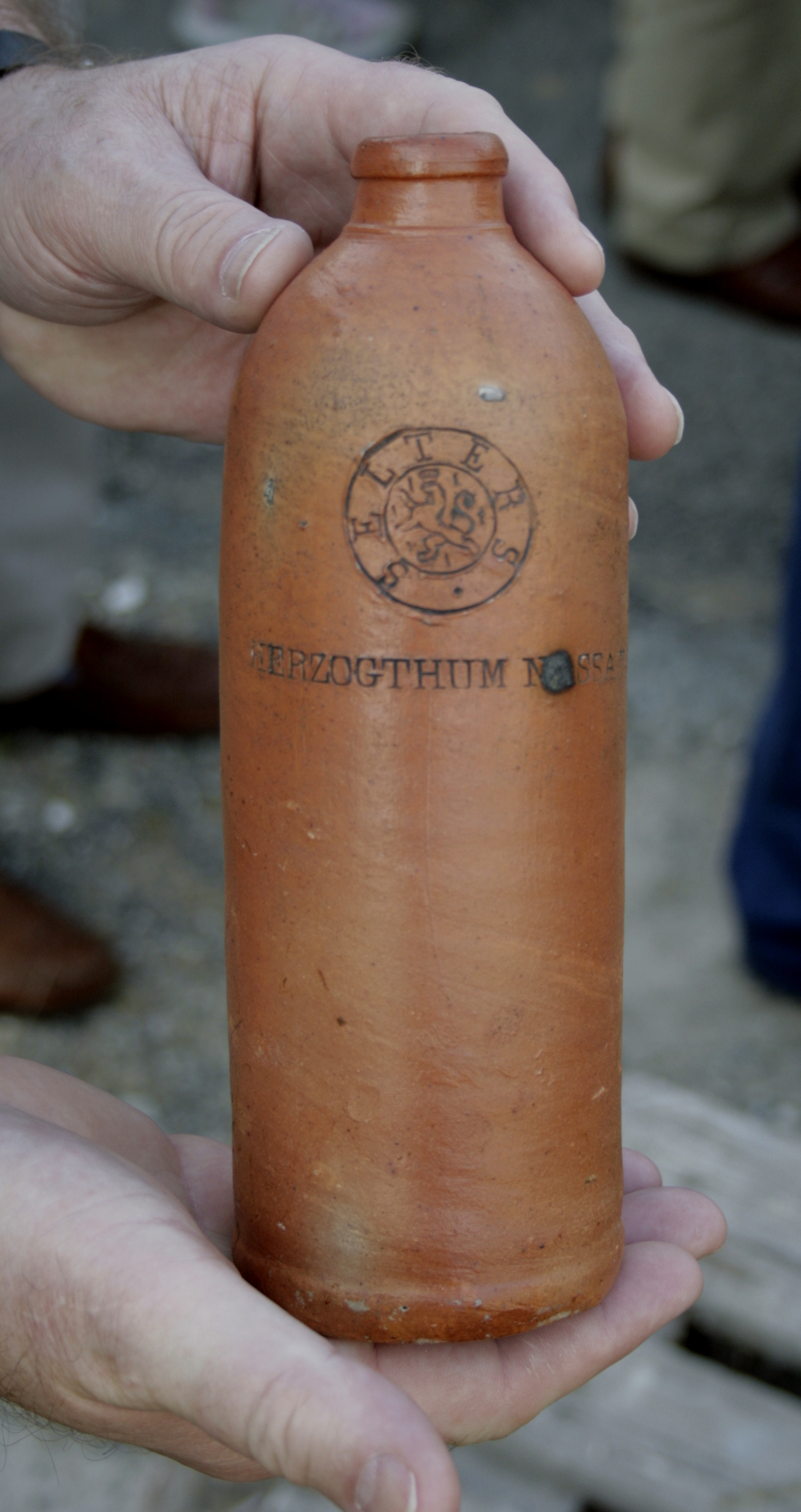
나사우 영지의 중요한 사업이었던 니더젤터스산 생수 한 병

공국이 건국될 때, 비버슈타인 장관은 일반 영지의 재정과 지역세의 재정을 엄격하게 구분했다. 궁정 영지와 토지, 그리고 광천수를 포함한 영지뿐만 아니라 십일조와 기타 봉건적 부세는 공작 가문의 소유였으며, 국가 경비로 사용될 수 없었고 의회의 권한 밖이었다. 공국 건국 초기부터 이 시스템은 크게 비판받았다. 특히 의회 의장 카를 프리드리히 에밀 폰 이벨은 비버슈타인에게 보내는 서한과 공작에게 보내는 청원에서 이 점에 대해 점점 더 자주 불평했다. 그의 적대적인 입장은 1821년 그의 탄핵의 정당화 사유 중 하나였다.
그 후 몇 년 동안, 의회 내외에서 그리고 정부와 함께 공작령 자금과 국고 자금의 분할에 대한 더 많은 논쟁이 있었다. 그러나 이 갈등은 이웃 국가들에서 불안을 야기한 1830년 7월 혁명의 과정에서 공개적으로 불거졌다. 1831년, 정부는 이 문제에 대한 공작에게 청원서 제출을 막았고, 마인츠 요새에서 온 오스트리아 군대와 함께 라인가우에서 공동 군사 훈련을 실시했다. 다음 회기에서, 이때까지 그리 활동적이지 않았던 의회는 여러 개혁 제안을 초안했으나, 그 중 소수만이 받아들여졌다. 그리하여 영지 문제는 불타는 쟁점으로 떠올랐다. 3월 24일, 하원 의원들은 영지를 주민의 소유로 만들 것을 제안했다. 정부는 이 문제에 대한 공개 회합을 금지하고 반대 의견을 발표했다. 이 결정에 따른 어떠한 반란도 진압하기 위해 수백 명의 병력이 이웃 헤센 대공국에서 소집되었다. 그러나 실제 반란은 일어나지 않았다. 주 내와 이웃 공국들의 언론에서 신문 기사와 팸플릿들은 양측의 입장을 지지했다.
의회 의장 게오르크 헤르버는 의원측의 주요 인물이었는데, 특히 1831년 10월 21일 하나우어 차이퉁에 실린 논쟁적인 글에서 두드러졌다. 1831년 말, 나사우 법원은 헤르버에 대한 수사를 시작했다. 1832년 12월 3일, 헤르버는 "주권 남용"과 비버슈타인에 대한 "명예훼손" 혐의로 징역 3년을 선고받았다. 12월 4일 밤, 의회 의장은 잠자는 동안 체포되었다. 1833년 1월 7일, 그는 보석으로 풀려났다. 헤르버의 변호사이자 훗날 나사우의 혁명적인 수석 장관이 된 아우구스트 헤르겐한는 그의 형량을 줄이려 했으나, 저지당했다. 그러나 헤르버는 병이 심하여 1833년 3월 11일에 사망했기 때문에 형벌은 집행되지 않았다.
공국 정부는 이미 1831년에 귀족원 확장을 준비했으며, 이는 1831년 10월 29일 칙령으로 효력을 발휘했다. 그리하여 부르주아지는 소수파로 전락했으며, 1831년 11월 세금 부과를 막으려는 시도에 실패했다. 또한 귀족원은 비버슈타인에 대한 부르주아지의 표적 행동을 부결시켰다. 다음 몇 달 동안, 갈등의 여러 당사자들 간에 회합, 집회, 신문 기사(특히 나사우 외부의), 그리고 팜플렛이 더욱 많이 발행되었다. 부르주아지에 동정심을 표명한 공무원들은 견책을 받거나 해고되었고, 나사우 외부의 자유주의 신문들은 금지되었다.
1832년 3월, 하원에 대한 새로운 선거가 치러졌다. 그러나 부르주아 의원들은 귀족원의 의원 수를 이전으로 줄일 것을 요구했다. 정부가 이를 거부하자, 의원들은 4월 17일 회기를 중단하고 의회를 떠났다. 세 명의 성직자 의원, 교사 대표, 그리고 한 명의 다른 의원은 나머지가 참여할 권리를 상실했다고 선언하고 공작의 세금 징수를 승인했다.

### 아돌프 공작의 즉위

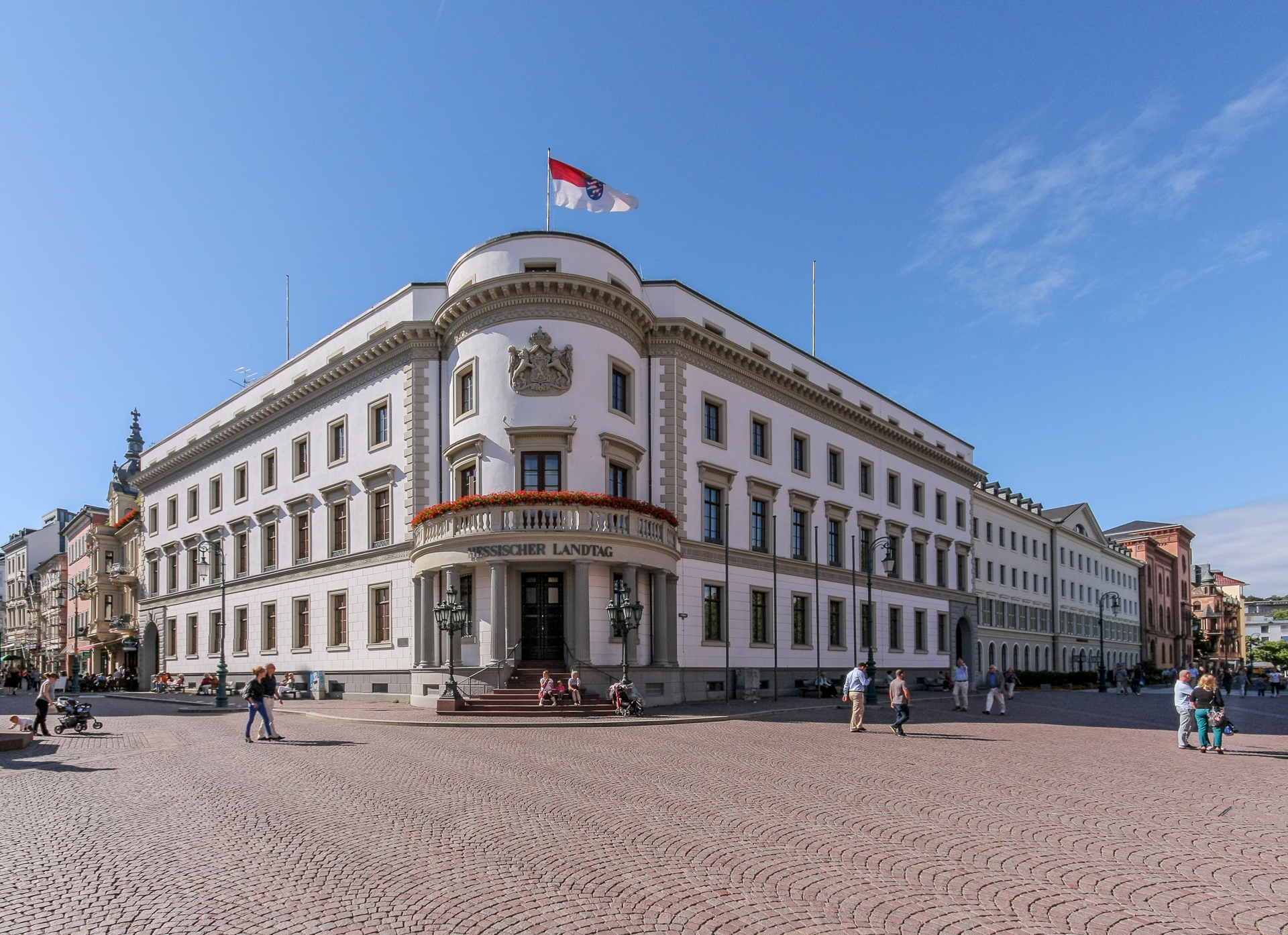
1841년에 건축되어 비브리히 성을 대체한 나사우 공작들의 거주지였던 비스바덴 시립 궁전

1846년 나사우 문장

영지 분쟁 이후 나사우의 정치는 조용해졌다. 비버슈타인의 사망 후, 나사우는 1835년에 비버슈타인이 강력히 반대했던 독일 관세동맹에 가입했다. 1839년 빌헬름 공작도 사망하고 그의 22세 아들 아돌프가 공작으로 즉위했다. 아돌프는 1841년 거주지를 비스바덴 시립 궁전으로 옮겼고, 1845년 1월 러시아 대공비 엘리자베트 미하일로브나와 결혼했으나 그녀는 이듬해 출산 중 사망했다. 그녀를 기리기 위해 그는 비스바덴에 러시아 정교회를 지었다. 1842년 아돌프는 마인츠 아델스페어라인의 창립 회원 중 한 명이었는데, 이는 텍사스주에 독일 식민지를 건설하려 했으나 성공하지 못했다.
1844년부터 나사우에서는 특히 무역 및 스포츠 협회와 같은 공동체 설립의 물결이 일었다. 이들은 처음에는 비정치적이었지만, 다가오는 혁명에서 중요한 역할을 할 것이었다. 비스바덴은 또한 독일 가톨릭의 중심지 중 하나였다. 정부는 1845년에 다소 자유주의적인 지방자치법과 1846년에 지방 법원에 관한 법률로 일부 잠정적인 개혁을 시도했다. 1847년, 의회는 공작의 사냥으로 인한 시골 주민들의 불만에 대한 응답으로 언론의 자유와 동물로 인한 토지 피해에 관한 법률을 초안했다.

### 1848년 혁명

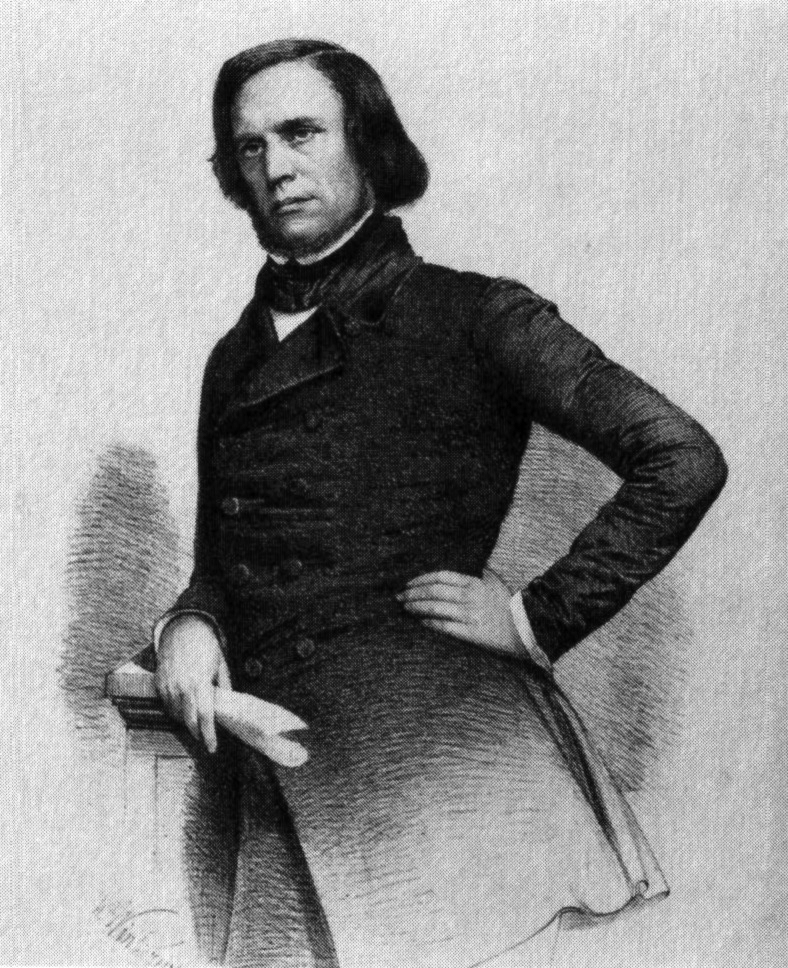
1848년 석판화 속의 아우구스트 헤르겐한

유럽 대부분의 지역과 마찬가지로 나사우는 1848년 프랑스의 프랑스 2월 혁명 이후 혁명 물결에 휩싸였다. 3월 1일, 법학자 아우구스트 헤르겐한이 이끄는 자유주의 그룹이 비스바덴의 피어 야레스차이텐 호텔에 모여 정부에 온건한 자유주의적 민족주의 요구 목록을 제시했다. 이 목록에는 시민의 자유, 독일 국민 의회, 새로운 선거법이 포함되어 있었다. 다음 날, 나사우인의 9가지 요구(Neun Forderungen der Nassauer)가 에밀 아우구스트 폰 둥게른 수석 장관에게 제출되었고, 그는 즉시 시민 민병대 창설, 언론의 자유, 선거 개혁 논의를 위한 하원 소집을 승인했다. 다른 요구 사항에 대한 결정은 당시 베를린에 있던 공작에게 유보되었다.
헤르겐한의 선언에 따라, 약 4만 명의 남성이 3월 4일 비스바덴에 모였다. 이 행동에는 이후 사건의 전개를 좌우할 명확한 갈등이 있었다. 헤르겐한 주변의 사람들은 사람들의 환호로 자신들의 요구가 확인되기를 바랐지만, 모인 사람들은 주로 봉건적 부담의 철폐와 삼림 및 사냥법 완화를 요구하는 낫, 몽둥이, 도끼로 무장한 농민들이었다. 군중이 도시를 불안하게 움직일 때, 공작은 거주지 발코니에서 그들의 모든 요구를 들어주겠다고 발표했다. 그러자 군중은 기쁘게 해산했다.
언론의 자유가 도래하자 몇 주 만에 13개의 정치 신문이 발행되었는데, 이 중 5개는 비스바덴에서만 발행되었다. 농촌 지역의 수많은 지역 신문들도 정치적 글을 인쇄하기 시작했다.
3월 둘째 주부터 선거 개혁이 정치계의 중심이 되었다. 자유주의자들의 가장 중요한 요구는 투표권이 더 이상 최소 재산 요건에 묶여서는 안 된다는 것이었다. 3월 6일, 하원은 이 문제에 대한 토론을 벌였다. 귀족원이 투표권을 논의하려 하자 비스바덴 주민들 사이에 항의가 일어났다. 약 500명이 저녁에 비스바덴에 모여 투표권 문제에 대해 공개적으로 토론했다. 나사우의 다른 도시들에서도 소규모 회의가 열렸다. 그러나 이달 중순에는 이러한 공개 토론이 시들해졌다. 한편, 하원은 미래 의회가 40~60명의 의원으로 구성된 단원제여야 하며 투표에 대한 재산 요건이 폐지되어야 한다는 데 동의했다. 가장 논란이 된 점은 새로운 의회 의원들을 직접 선출할 것인지 아니면 선거인단을 통해 선출할 것인지였다. 법안 초안은 3월 20일에 제출되었고 3월 28일에 최종 통과되었다. 그들은 18대 3으로 선거인단 방식을 선택했다. 4월 5일, 선거법이 발효되었다. 이 법은 100명당 한 명의 선거인을 선출하고, 이 선거인들은 14개의 선거인단 중 한 곳에 모여 각 선거인단에서 한 명의 의원을 선출한다고 명시했다. 투표권은 귀족, 공무원, 연금 수급자, 유대인 등 이전에 제외되었던 여러 집단으로 확대되었다. 빈민 구호를 받거나 파산한 자는 투표할 수 없었다. 최고 행정 공무원, 군 장교, 법원 공무원을 제외한 모든 시민은 의원 자격이 있었다.
한편, 3월 31일, 사전의회는 프랑크푸르트 파울 교회에 모였다. 그곳의 의원 15명은 나사우 의회 하원 출신이었고, 2명은 나사우 귀족원 출신이었다. 또한 공국 시민 9명이 사전의회에 참여했다.
그 결과, 농촌 지역에서는 혼란스러운 상황이 발생했다. 많은 공무원들이 혁명 초기에 일자리를 잃어 질서 있는 행정이 이루어지지 않았다. 농민들은 세금 납부를 완전히 중단하고 삼림 관리인들을 쫓아냈다. 많은 젊은 공무원들과 교사들은 급진 민주주의를 위한 혁명 선동가로 판명되었다. 공작 정부는 농촌 주민들을 진정시키기 위한 서둘러 조치(특히 밀렵, 농촌 및 산림 범죄에 대한 사면), 슐타이센의 자유 선거 허용, 마지막 봉건적 의무 폐지, 그리고 여러 인기 없는 행정 공무원들의 해고와 같은 조치로 이러한 상황에 기여했다. 도시에서는 사람들이 종종 일반적인 무법 상태에 대해 자체 자율 방범대를 조직하여 대응했다. 비스바덴에서는 아우구스투스 헤르겐한이 이끄는 나사우 전체를 위한 중앙 안전 위원회가 설립되어 공국 전역에서 권위를 누리게 되었다. 헤르겐한은 온건 자유주의 혁명의 선도적인 인물이 되었고, 아돌프 공작의 신뢰도 얻었다. 에밀 아우구스트 폰 둥게른이 수석 장관에서 사임한 후, 공작은 4월 16일 헤르겐한을 후임으로 임명했다.

#### 1848년 선거

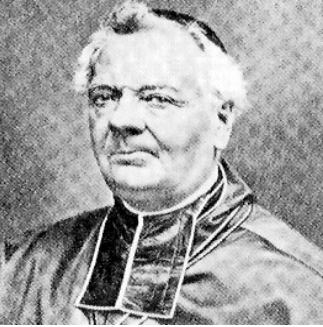
림부르크 주교 페터 요제프 블룸 (1842–1884)

나사우 의회 선거가 다가오자 정치 단체들이 형성되기 시작했고, 이들은 결국 진정한 정당으로 통합되었다. 3월 말부터 림부르크 주교 페터 요제프 블룸는 농촌 지역의 가톨릭 단체들을 장려하기 시작했다. 그들은 3월 9일 주교가 공포한 21가지 핵심 원칙을 담은 가장 명확한 프로그램을 가지고 있었다. 또한 사목 서신과 종교 예배는 교회의 정치적 선전을 위한 플랫폼을 제공했다. 4월 4일, 비스바덴에서 급진 자유주의 팸플릿이 배포되었는데, "공화주의 사회 위원회"가 가톨릭 정치 선동에 반대하는 최초의 정당으로 발표되었다. 다음 날, 나사우어 알게마인(Nassauische Allgemein) 특별호는 민주-군주주의 야당을 발표했고, 이는 4월 7일 공식적으로 창립되었다. 4월 5일, 선거 준비를 위한 비스바덴 위원회 설립을 요구하는 상당한 시위가 있었다. 오전에 자유주의자들은 오후 1시에 공개 집회를 열어 이미 후보자 목록을 준비한 선거인단을 선출할 것을 요구했다. 한낮에는 중도파들이 2시간 연기를 확보하여 자체 목록을 작성하는 데 사용했고, 회의가 열렸을 때 이 목록은 압도적인 다수의 표를 얻었다.
다음 몇 주 동안, 공작 정부는 의회 선거와 범독일 프랑크푸르트 의회 선거를 위한 준비를 시작했다. 이러한 작업이 처음 시도되는 것이었기 때문에, 많은 지역에서 유권자 목록을 작성하는 것은 엄청나게 어려운 과정이었다. 유권자 권리에 대한 부당하다고 여겨지는 제한에 대해 주민들과 신문들의 항의가 있었다. 특히, 장인과 농부의 성인 아들이 아버지 사업에서 일하면 투표할 수 없다는 사실에 반발했다.
결국 4월 18일, 선거인단 선거가 치러졌다. 각 도시와 지역에서 투표인 집회에 의해 선출되었다. 공국의 42만 명 주민 중 투표에 참여한 총 인구는 확실하게 파악할 수 없었다. 추정치는 8만 4천 명에서 10만 명(20~23%) 사이였다. 투표율은 지역마다 매우 낮거나 거의 완전한 참여까지 다양했지만, 농촌 지역보다 도시 지역에서 투표율이 더 높은 경향이 있었다. 선거 집회에서는 많은 절차적 불규칙성이 보고되었다. 이념적 프로그램은 선거인 선정에 미미한 역할을 했다. 집회 중 많은 유세에서 낮은 세금 비율에 대한 약속이 난무했다. 대부분의 경우 시장, 교사, 삼림 관리원, 성직자(특히 베스터발트)와 같이 이미 사회적으로 저명한 사람들이 선출되었다. 가톨릭 교도들은 가톨릭 후보자가 표시된 미리 준비된 투표 용지를 지지자들에게 제공했다. 이는 선거법에 명시적으로 금지되었으며 자유주의자들에게 강력히 비판받았다.
4천 명의 선거인들은 4월 25일 프랑크푸르트 의회를 위한 나사우의 6명의 대표를 선출했다. 적합하고 기꺼이 참여할 후보자를 찾는 것은 어려웠다. 비스바덴 선거 위원회(온건 자유주의자, 가톨릭 교회와 그 단체, 다양한 이념 신문의 대표자)는 6개의 공석에 대한 후보자를 겨우 찾을 수 있었다. 위원회 명단의 모든 후보자는 공무원이었다.

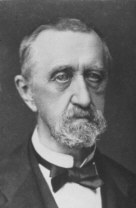
막스 폰 가게른

제1구역(공국 북부 레너로트)과 제4구역(남서부 나슈테텐)에서는 큰 갈등이 없었다. 전자의 경우 딜렌부르크의 검사 카를 쉔크가 76%의 득표율로 당선되었고, 후자의 경우 행정 의회 의원 프리드리히 셰프가 90%의 득표율로 당선되었다. 제2구역(북서부 몬타바우어)에서는 훨씬 더 치열한 선거 운동이 있었지만, 프라이헤어 막스 폰 가게른이 82%의 득표율로 승리했다. 폰 가게른은 자유주의자들로부터 후보로 거론되었지만, 독실한 가톨릭 신자이자 공작의 가까운 측근이기도 했다. 진영 사이의 이러한 위치는 가톨릭 교도와 자유주의자들이 그를 공격할 기회를 제공했지만, 그는 교회의 지지를 유지했기 때문에 이러한 공격은 궁극적으로 큰 영향을 미치지 못했다. 논란은 제3구역(공국 중앙 림부르크안데어란)의 위원회 후보인 프리드리히 슐츠를 둘러싸고도 일어났다. 그는 바일부르크의 부교장이자 라인보텐의 편집자였으며, 그의 의견으로는 공화국으로 이어질 개혁주의 노선을 추진했다. 이러한 야심찬 계획은 "환상적"이라는 비판을 받았고, 슐츠는 자유주의자들로부터 비판을 받았다. 그러나 결국 슐츠는 자신의 지역구에서 85%의 득표율을 확보했다. 제5구역(남동부 쾨니히슈타인임타우누스)은 대표자들 중 가장 급진적인 견해를 가진 카를 필립 헤너가 차지했다. 그는 부르셴샤프트의 전 회원이자 1831년 정치적 견해로 인해 일시적으로 공직에서 해임되었지만, 1848년 3월까지 정부의 최고위직 중 하나로 승진했다. 헤너는 입헌군주제를 단지 과도기적 단계로 여겼으며, 주로 공화국에 중점을 두었다. 아마도 이러한 급진적인 입장 때문에 그는 자신의 지역구에서 61%의 득표율만을 확보했다. 제6구역(비스바덴)에서는 아우구스트 헤르겐한 자신이 출마하여 80%의 득표율로 당선되었다.
1848년 내내 프랑크푸르트 의회의 나사우 대의원들은 쉔크를 제외하고 파벌로 나뉘었다. 폰 가거른, 헤르겐한, 셰프는 온건 자유주의 카지노 파벌에 합류했고, 슐츠와 헤너는 중도 좌파 베스텐드할에 합류했다. 프랑크푸르트 의회가 붕괴하자 막스 폰 가거른은 1849년 5월 21일 다른 65명의 왕당파 대표와 함께 사임했다. 헤르겐한, 셰프, 쉔크도 곧 그 뒤를 따랐다. 헤너와 슐츠는 1849년 6월 의회가 최종 해산될 때까지 의원직을 유지했다.
4천 명의 선거인단에 의해 치러진 5월 1일 나사우 의회 선거에서는 프랑크푸르트 의회 선거보다 지역적 이해관계가 훨씬 더 큰 역할을 했다. 정당과 사회단체는 심각한 영향을 미치지 못했다. 당선된 후보자 대부분은 공무원과 시장이었고, 몇몇 상인, 산업가, 농민이 있었다. 주목할 만하게 소수의 가톨릭 신자만이 선출되었고, 가톨릭 성직자는 단 한 명도 선출되지 않았다.

#### 혁명의 종말

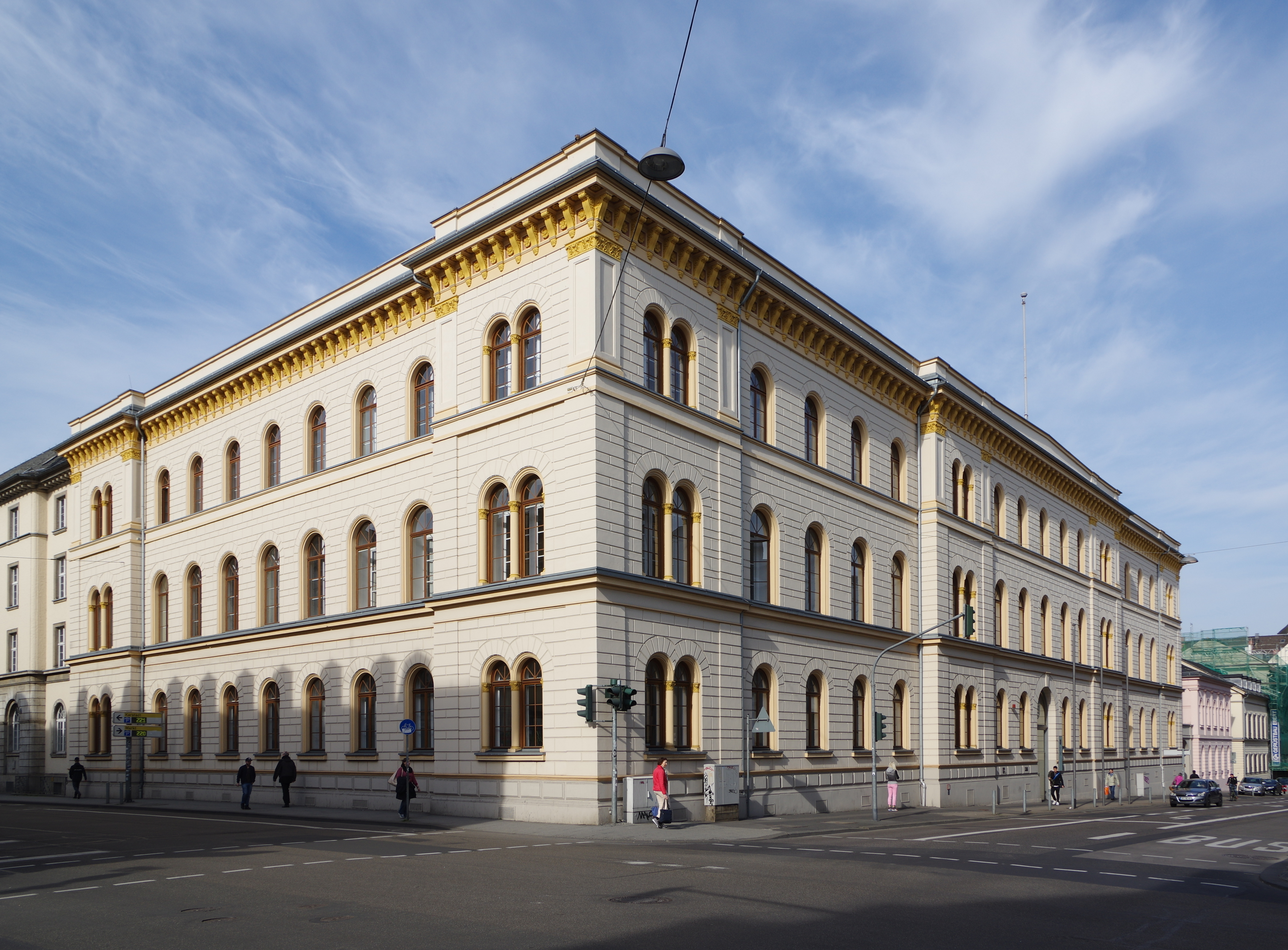
1844년부터 나사우 의회의 소재지였던 비스바덴의 장관 건물

나사우 의회는 1848년 5월 22일 처음으로 회의를 열었다. 여름 동안 의회 내에서 좌우 스펙트럼을 기반으로 한 그룹들이 나타나기 시작했다. 나사우의 불안은 선거 후에도 진정되지 않았다. 1848년 7월에는 공작의 의회 결정 거부권 문제로 새로운 위기가 발생했으며, 육체적 충돌까지 일어났다. 의회 내 좌파는 이 권한을 인정하지 않았지만, 우파와 공작 정부는 이를 주장했다. 곧 이 분쟁은 일반 대중의 불안으로 이어졌다. 결국 헤르겐한은 마인츠에서 프로이센과 오스트리아 군대를 불러들여 비스바덴의 폭동을 진압했다. 9월, 프랑크푸르트 거리에서 싸움이 벌어진 후, 연방군이 타우누스 일부를 점령했다.
의회와 병행하여 정치 단체와 출판물들의 지형도 더욱 확고한 이념적 분열을 보이며 점점 더 활발해졌다. 하반기에는 많은 청원과 집회가 열렸다. 프라이에 차이퉁(Freie Zeitung)은 여름 내내 국민의회의 좌파의 대변인이 되었고, 프로이센과 나사우 정부를 자주 비판했다. 나사우어 알게마인(Nassauische Allgemeine)은 엄격한 중립을 포기하고 바일부르크 란보테(Weilburg Lahnbote)와 마찬가지로 입헌군주제의 지지자로 변모했다. 1848년에도 혁명 세력의 약화가 두드러졌다. 프라이에 차이퉁과 알게마인을 제외한 모든 신문은 판매가 급감하고 공작 정부가 언론을 탄압하기 시작하면서 하반기에 발행을 중단했다. 이러한 전개로 인해 나사우어 알게마인은 자금과 콘텐츠 면에서 공작 정부에 점점 더 의존하게 되었다. 1849년 말부터는 다시 전면적인 검열 체제가 도입되었다.
1848년 가을까지 형성된 정치 단체들은 대부분 민주주의적 입장을 취했는데, 여기에는 명시적으로 정치적인 클럽뿐만 아니라 많은 스포츠 클럽과 노동자 클럽도 포함되었다. 11월 12일, 민주 단체들은 키르베르거 연합(Kirberger Union)으로 통합되었고, 이는 상위 단체 역할을 할 예정이었다. 혁명에 대한 반동이 시작되면서 많은 새로운 단체들이 설립되어, 1848년 말까지 키르베르거 연합에는 약 50개의 단체가 소속되었고, 이들 중 다수는 자체 하위 단체를 가지고 있었다. 그러나 다음 몇 달 동안 민주 운동은 급격히 붕괴되었다. 1849년 중반 이후에는 활동적인 민주 단체가 없었다. 몇몇 단체는 입헌군주제를 지지하며 결성되었다. 이들은 1848년 11월 19일 나사우와 헤센의 헌법 단체들이 비스바덴에 본부를 둔 상위 단체로서 스스로를 도이치 페어라인(독일 사회)이라고 명명하면서 포괄적인 구조를 갖게 되었다.

#### 에르푸르트 의회 선거

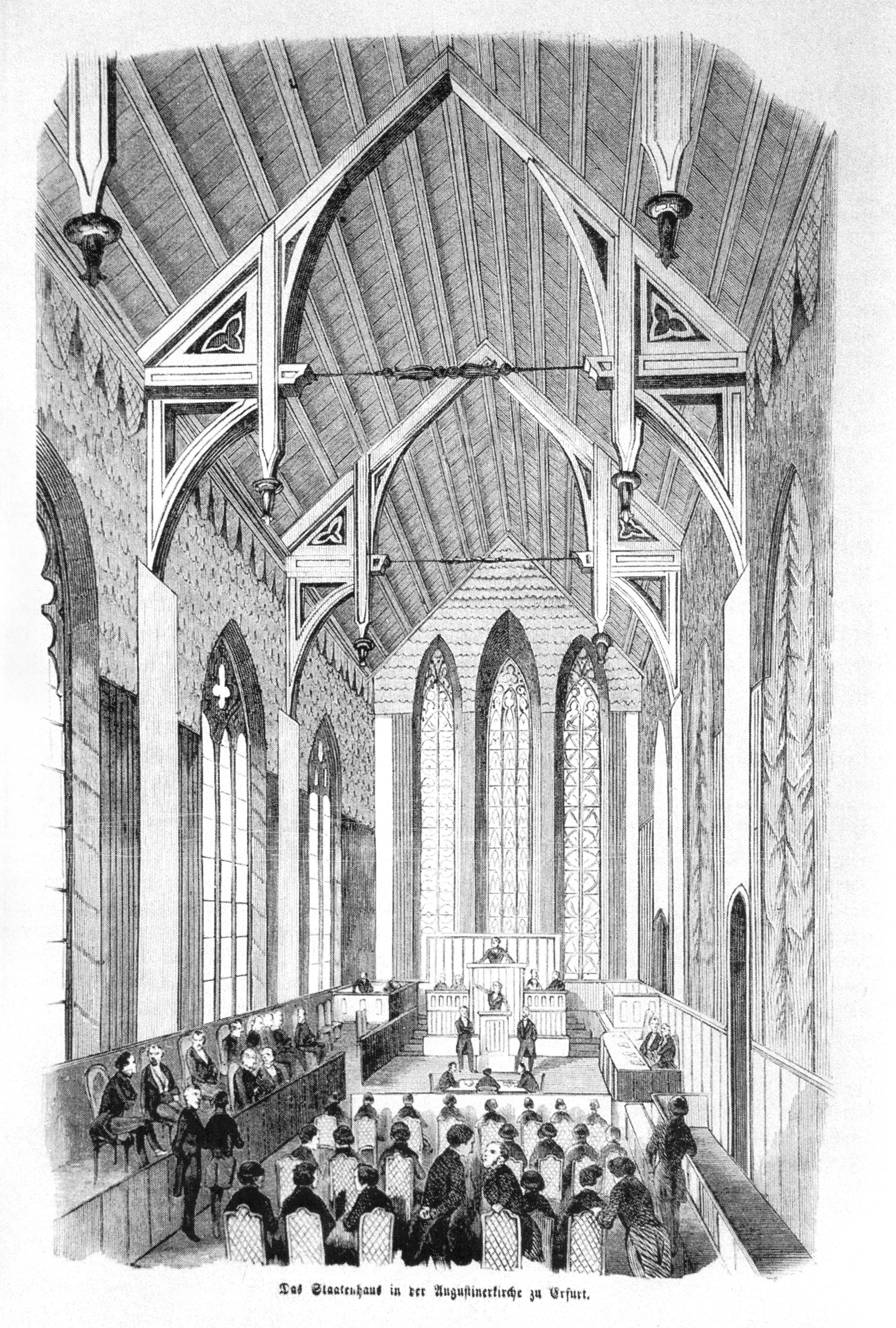
성 아우구스티누스 수도원에서의 에르푸르트 연합 의회

프랑크푸르트 의회가 붕괴된 후, 프로이센, 오스트리아, 그리고 작은 독일 국가들 사이에 갈등이 있었다. 나사우 공국은 에르푸르트에서 에르푸르트 연합 의회를 소집하려는 프로이센과 그들의 계획을 지지하는 작은 독일 공국들 중 하나였다. 1849년 12월 3일, 공작 정부는 나사우의 4개 지역에서 이 기구의 선거를 감독했으며, 프로이센 3계급 선거법을 사용했다.
정치 운동은 정점을 지났지만, 그럼에도 불구하고 의석을 위한 선거 운동이 있었다. 입헌주의자들, 정부, 그리고 나사우어 알게마인 모두 높은 투표율을 통해 군주제 독일을 위한 프로이센 계획에 정당성을 부여하기를 바랐다. 프랑크푸르트 의회의 비공식적 후계자인 소위 고타 포스트 의회는 막스 판 가거른의 영향력 아래로 결정적으로 들어왔다. 아우구스트 헤르겐한 또한 1849년 6월 이 포스트 의회에 참여했다. 12월 16일, 입헌군주주의자들은 비스바덴에서 대규모 선거 집회를 조직했고, 거기서 후보 지명이 이루어졌다. 반대로 민주주의자들은 낮은 투표율을 확보하고 프랑크푸르트 국가헌법의 시행을 추구하려 했다. 1849년 6월, 조직된 인민 집회는 이러한 목적으로 나사우 전역에서 열렸다. 가장 큰 집회는 약 500명의 참가자와 함께 6월 10일 이츠슈타인에서 열렸고, 나사우 군대를 바덴, 슐레스비히홀슈타인주, 그리고 팔츠에서 철수시키라는 것을 포함한 10가지 요구 사항을 공식화했는데, 그곳에서 그들은 혁명 운동을 막기 위해 독일 연방의 대표로 주둔하고 있었다. 그 외에도 그들은 전권 위임을 받은 독일 의회의 재구성을 원했다. 가톨릭 정치 단체들은 이때까지 이미 사라진 상태였다. 교회 자체는 선거에 영향을 미치려는 노력을 하지 않았다.
에르푸르트 의회 선거 준비는 1849년 12월에 시작되었다. 1850년 1월 20일, 나사우에서 선거인단의 초기 선거가 치러졌다. 투표 연령이 높아져 투표에 참여한 유권자의 수는 1848년보다 약간 적었다. 투표율은 1%에서 20% 사이였다. 60% 이상의 투표율을 보인 지역은 단 두 곳에 불과했다. 일부 지역에서는 낮은 투표율로 인해 투표 자체가 이루어지지 못하고 1월 27일로 연기되어야 했다. 선거인단의 구성원은 모두 공무원이었다. 다음 며칠 동안 입헌군주주의자들은 대표로 선출될 후보자를 지명했다. 1월 31일, 선거인단은 젤터스의 지역 공무원인 카를 비르트, 막스 폰 가거른, 아우구스트 헤르겐한, 그리고 공작의 처남인 비트의 헤르만 공작을 에르푸르트 의회의 나사우 대표로 선출했다. 비트 공작은 귀족이었지만, 선출된 대표자들 중 가장 진보적인 인물이었다.

### 왕정복고

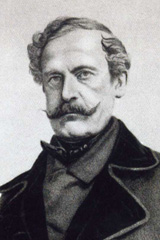
나사우의 수석 장관 아우구스트 루드비히 추 자인-비트겐슈타인-베를레부르크 (1852–1866)

잠시의 평온함 이후, 아돌프 공작은 반동적인 프로그램을 시작했다. 공작과 온건 보수주의자였던 수석 장관 프리드리히 폰 빈칭게로데 사이에 갈등이 계속되었고, 그는 1851년 말에 사임했다. 그의 후임은 아우구스트 루드비히 폰 자인-비트겐슈타인-베를레부르크로, 그는 1852년 2월 7일에 직위를 맡았다. 그의 도움으로 공작은 다음 몇 년 동안 허용되었던 자유를 축소하고 자유주의 관리들을 해임하기 시작했다. 1852년 중반까지 거의 모든 정치 단체가 금지되었다.
1849년, 정부는 의회에 새로운 선거 안을 제출했는데, 이는 상원이 부유한 시민들에 의해 선출되는 양원제를 선출하는 것이었다. 이 안은 자유주의자들의 반대에 부딪혔고, 입헌군주주의자들은 이를 지지했다. 그 후 1850년 9월까지 선거에 대한 추가 논의는 없었고, 이때 정부는 에르푸르트 의회를 모델로 한 프로이센 3계급 선거권을 사용하여 선출되는 24인 의회의 새로운 안을 제출했다. 새로운 선거에 대해 의회와 더 이상의 협의는 없었는데, 공작이 1851년 4월 2일 의회를 해산했기 때문이다. 11월 25일, 공작은 마침내 1848년 이전의 양원제와 유사한 의회 선거 규정을 발효시켰다. 정치 단체와 남아있는 소수의 단체들은 선거 운동을 시도하지 않았다. 1852년 2월 14일과 16일, 최고 세금 등급의 토지 소유자와 상인들(공국 전체에서 100명 미만)은 먼저 상원의원 6명을 선출했다. 하원 선거인단은 2월 9일에 선출되었고, 선출된 선거인단은 2월 18일에 모였다. 하원의 유권자 자격이 있는 사람은 70,490명이었다. 투표율은 3~4% 사이였다. 일부 지역에서는 관심 부족으로 선거가 아예 치러지지 못했다. 이전 의회와 달리 새로운 하원에서는 농민이 가장 큰 집단이었다.

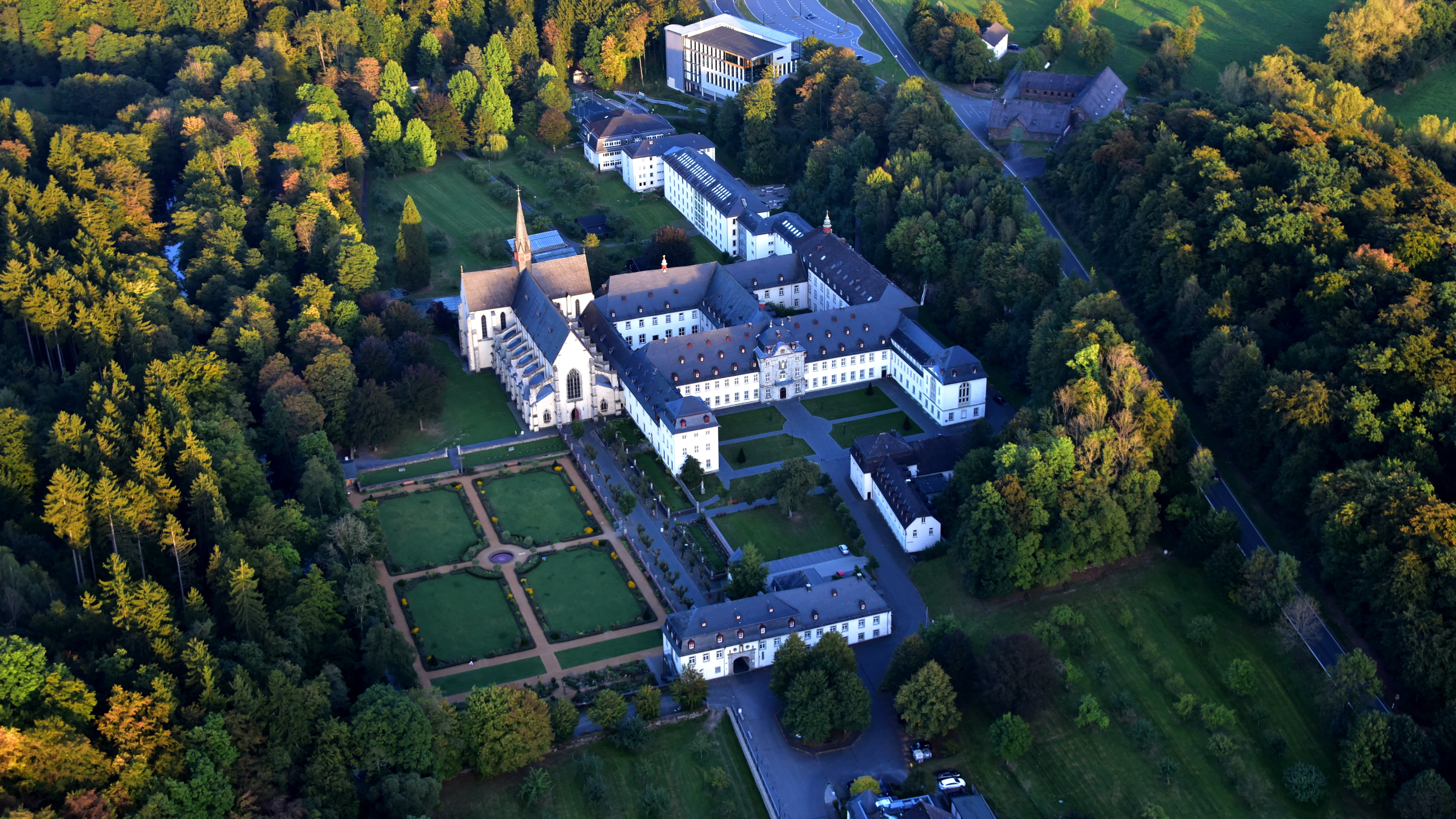
마리엔슈타트 수도원

1864년, 정부가 베스터발트에 있는 마리엔슈타트 수도원을 매각할 계획을 세우면서 쓰디쓴 정치적 갈등이 다시 한번 불거졌다. 이 수도원은 1803년에 세속화되어 개인 소유로 넘어갔다. 1841년 부지가 매물로 나왔고, 정부는 이 수도원을 나사우 최초의 국영 노인 및 빈민 보호 시설로 만들 계획을 세웠다. 건설부 장관은 필요한 개조 비용을 34,000 굴덴으로 추정했다. 1842년, 공국은 19,500 굴덴에 수도원을 매입했다. 얼마 지나지 않아 건물 상태가 너무 좋지 않아 프로젝트에 부적합하다는 보고가 나왔다. 1860년대에 건물은 더욱 황폐해졌다. 림부르크 교구는 이 수도원을 고아원으로 만들 목적으로 매입에 관심을 갖기 시작했다. 정부 역시 사용되지 않는 복합 시설의 유지 보수 비용 때문에 매각에 관심이 있었다. 수도원은 1864년 5월 18일 20,900 굴덴에 매각되었다.
이 직전, 1863년 11월 25일 선거에서 자유주의자들은 하원에서 압도적인 다수를 차지했다. 그들의 선언문은 무엇보다도 가톨릭 교회가 누리는 특권이 다른 종교 집단에도 확대되어야 한다고 제안했다. 1864년 6월 9일, 의회 내 자유주의자들은 수도원 매각이 완료되어서는 안 된다고 주장했다. 그들은 건물과 토지가 매각 가격보다 가치가 더 높으며, 의회가 토지 매각에 대한 거부권을 가진다고 주장했다. 정부 관리들은 의회가 그러한 권한이 없다고 부인하며, 매각 후 건물이 가질 사회적 가치를 강조했다. 여러 회의에 걸쳐 계속된 논쟁 과정에서 친성직자와 반성직자 의원들 사이에 격렬한 설전이 오갔다. 반성직자 의원들은 가톨릭 교회에 아동 감독권을 주는 것에 반대했다. 결국 의회의 반대에도 불구하고 매각은 강행되었다.

### 공국의 종말
1866년 6월 14일 프로이센-오스트리아 전쟁이 발발했을 때, 나사우 공국은 오스트리아 제국 편에 섰다. 전쟁은 7월 3일 쾨니히그레츠 전투에서 승리했고, 1866년 7월 12일 비스바덴 근처 조른 전투에서 나사우가 프로이센에 승리했지만, 이것이 프로이센의 나사우 합병을 막지는 못했다. 나사우는 헤센나사우주의 비스바덴 지역이 되었다.
1866년 8월 23일 프라하 평화 협정 (1866년)이 체결되기 전, 그리고 북독일 연방이 창설되기 이틀 전인 1866년 8월 16일, 국왕은 프로이센 주의회 양원에 프로이센이 하노버, 헤센-카셀, 프랑크푸르트 시, 그리고 나사우를 합병할 것이라고 발표했다. 양원은 1867년 10월 1일 이 영토에 프로이센 헌법을 발효시키는 법률에 동의해 줄 것을 요청받았다. 이 법률은 1866년 9월 20일 프로이센 주의회 양원에서 통과되었고 관보에 게재되었다. 다음 단계는 9개 합병 지역의 시민들을 프로이센 시민으로 만드는 합병 통지 발표였다. 이러한 공식적인 조치 이후, 합병된 지역을 프로이센의 나머지 지역과 완전히 통합하기 위한 추가적인 실질적인 조치들이 취해졌다.
나사우의 마지막 공작인 아돌프 공작은 1천5백만 굴덴의 보상금과 비브리히 궁전, 바일부르크 성, 야그트슐로스 플라테, 그리고 쾨니히슈타인임타우누스의 룩셈부르크 성을 받았다. 그는 1890년 오라녜-나사우 남성 계통이 단절된 후 룩셈부르크 대공이 되었다.
1868년, 나사우는 프랑크푸르트와 헤센 선제후국과 함께 새로운 프로이센 주 헤센나사우주에 통합되었다. 새로운 주의 주도는 이전에 헤센 선제후국의 수도였던 카셀이었다. 나사우와 프랑크푸르트는 행정 지역인 비스바덴이 되었다. 1945년, 옛 나사우 공국의 대부분은 미국 점령 지역에 속하게 되었고 헤센 주가 되었다. 비스바덴은 1968년 다름슈타트현에 통합될 때까지 헤센 내 행정 지역으로 남아 있었다. 나사우 공국의 작은 부분은 프랑스 점령 지역에 속하게 되었고, 라인란트팔츠주의 몬타바우어 행정 지역이 되었다. 1956년, 헤센 주 합류 여부에 대한 국민 투표는 유권자들에 의해 거부되었다.

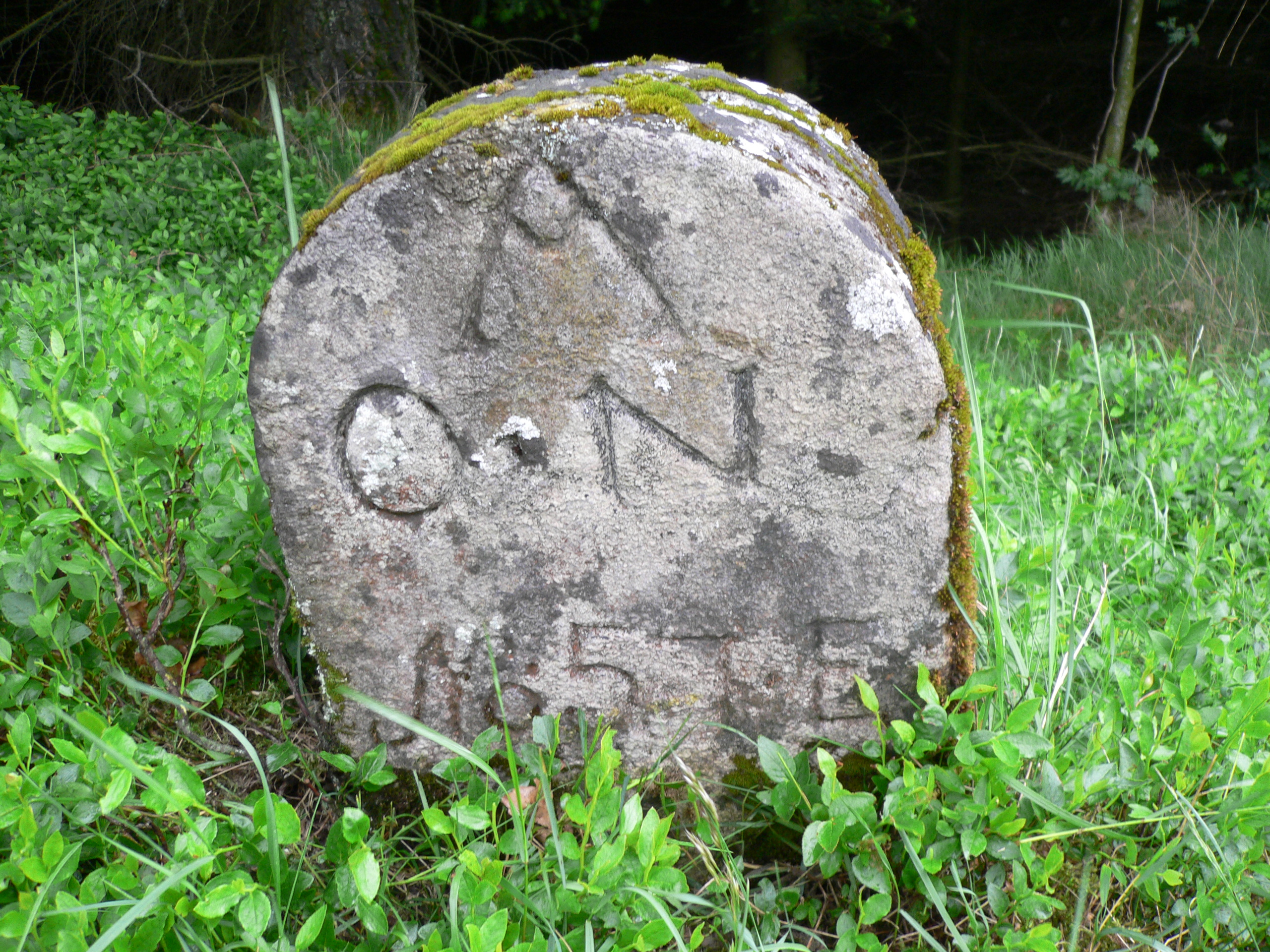
오라녜나사우를 의미하는 ON이 새겨진 경계석의 서쪽 면
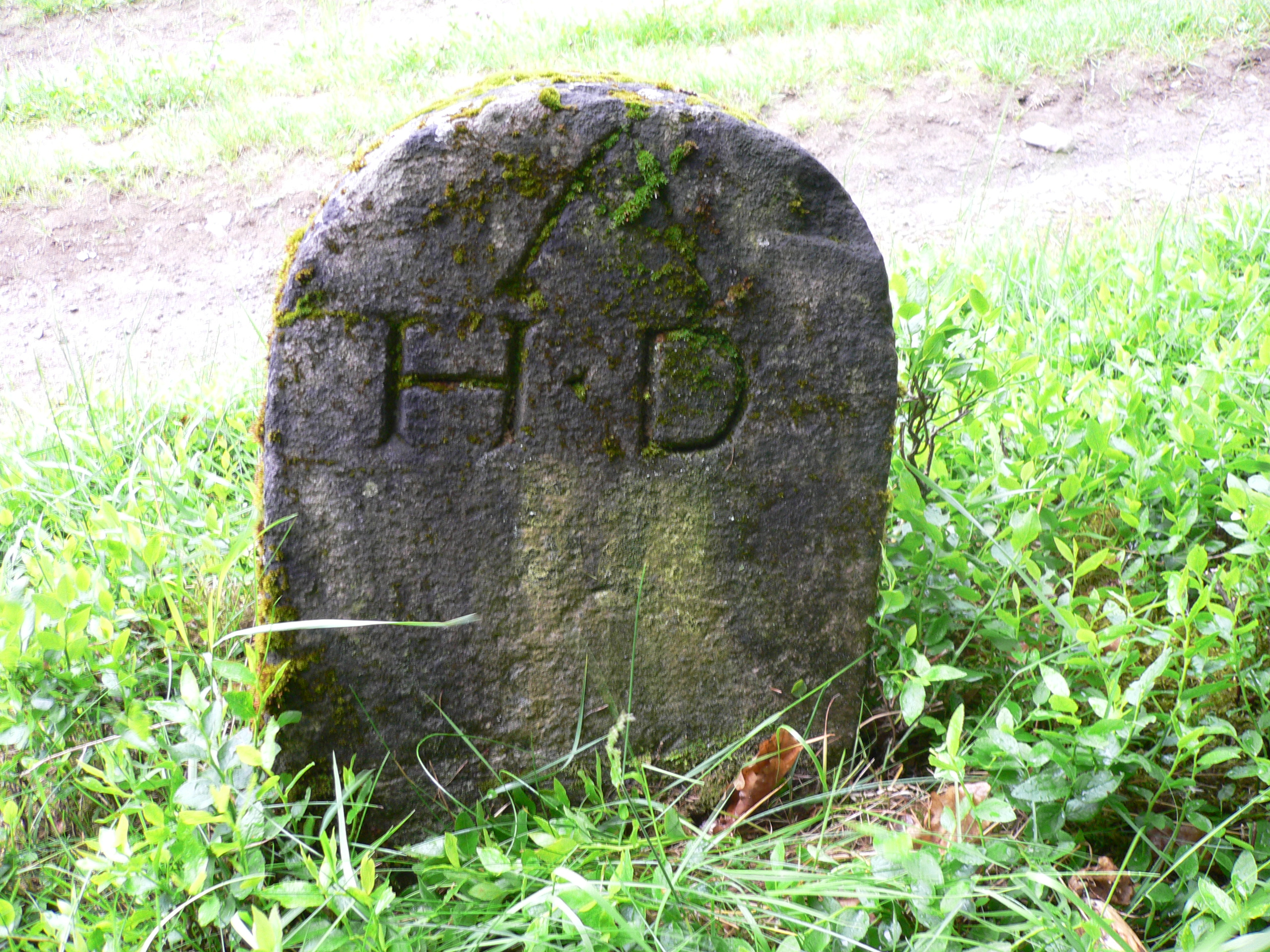
헤센-다름슈타트를 의미하는 HD가 새겨진 경계석의 동쪽 면
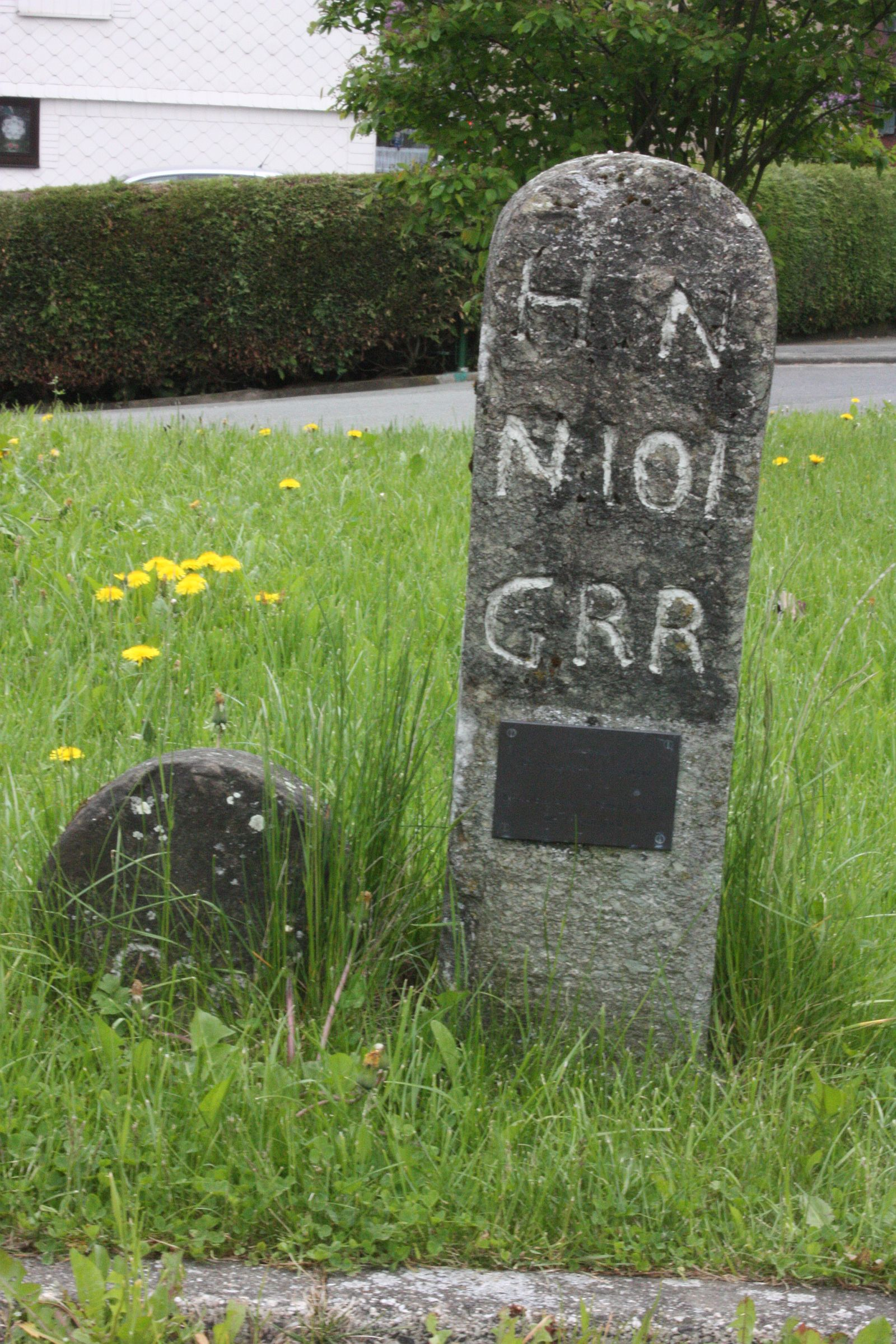
나사우 공국과 프로이센 왕국의 경계석
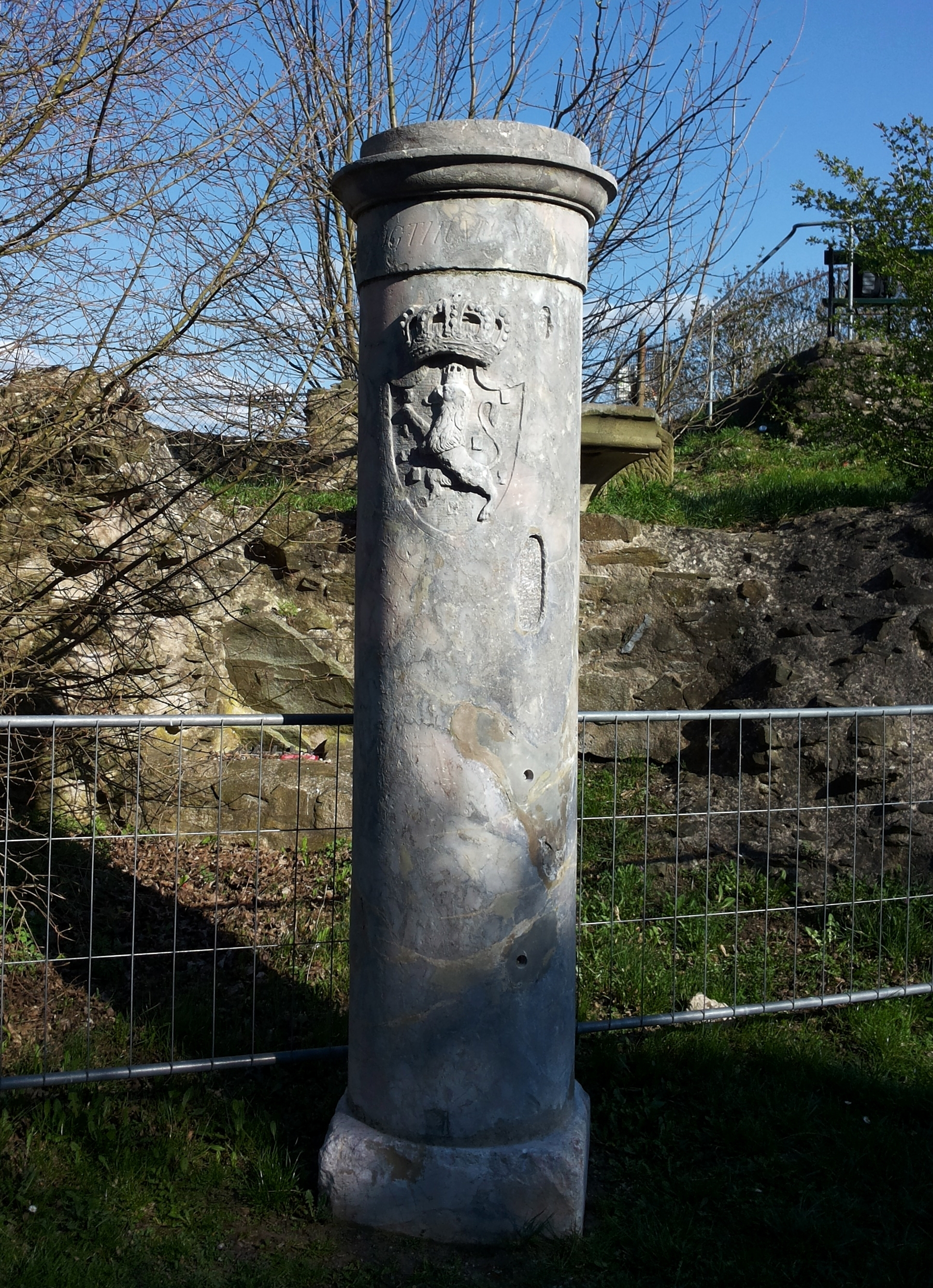
딜렌부르크에 있는 나사우 공국의 경계 기둥

## 정치

### 대외 관계
대외 관계에서 공국의 지리적 위치와 경제적 약점은 행동의 폭을 크게 제한했다. 나폴레옹 시대에는 전혀 자율성이 없었다. 나사우 "군대"는 나폴레옹의 명령에 따라 움직였다. 1806년에는 베를린에 점령군으로 주둔했다. 그리고 세 개의 대대는 콜베르크 공방전에 주둔했다. 두 보병 연대와 두 기병대대는 반도 전쟁에서 5년 이상 싸웠다. 그들 중 절반만이 돌아왔다. 1813년 11월, 나사우는 나폴레옹에 대항하는 제6차 동맹에 합류했다.
나사우 군대는 워털루 전투에서 싸웠다: 1/2 연대는 나폴레옹에 맞서 버텼던 요새화된 후게몽 농장의 수비대의 일부였고, 1/1 연대는 프랑스가 라 에 생트를 점령한 후 심하게 타격을 입었다. 7507명의 자원병을 포함하여 887명이 전투 중 사망했다.
1815년 빈 회의 이후 나사우는 독일 연방의 일원이 되었다.

### 군대
나사우의 군사 정책은 공국의 독일 연방 가맹국으로서의 지위에 의해 형성되었다. 다른 행정 부서와 마찬가지로 군대도 나사우의 전신 국가들로부터 물려받은 다양한 군사력을 단일체로 통합하기 위해 개혁되었다.
군대의 대부분은 1808년에서 1809년에 창설된 두 개의 보병 연대로 구성되었다. 나폴레옹 전쟁 중에는 이들을 엽병 대대가 지원했다. 워털루 전투 이후 공국은 포병 중대를 창설했으며, 1833년 이후 두 개 중대 규모의 포병 사단으로 확장되었다. 추가적인 부대(공병, 엽병, 보급대, 예비군)가 추가되었다. 전시에는 필요한 대로 추가 병력이 보충되었다. 전체 군대는 여단 지휘 체계 아래에 놓였다. 그 수장에는 공작이 있었지만, 일상적인 작전은 부관장이 조직했다. 통상적으로 나사우군은 약 4,000명의 병력을 보유했다.
공국이 합병된 후, 대부분의 장교와 병사들은 프로이센 육군에 합류했다.

### 교육
공국은 자체 대학을 유지할 형편이 되지 못했기 때문에, 빌헬름 1세 공작은 하노버 왕국과 조약을 맺어 나사우 시민들이 괴팅겐 대학교에서 공부할 수 있도록 허락했다. 학교와 대학 장학금 기금을 마련하기 위해 1817년 3월 29일, 빌헬름 공작은 기존의 여러 세속 및 종교 기금을 통합하고 농경지, 숲, 채권을 기부하여 오늘날까지 존재하는 나사우 중앙 학술 기금을 설립했다.
괴팅겐에서 나사우인이 아닌 학생들은 때때로 중앙 학술 기금에서 지원하는 무료 저녁 식사에 불법적으로 참여했다. 'nassauer'라는 독일어 용어는 '권리가 없는 특권을 누리는 사람'을 의미하는데, 이 관행에서 유래했다고 전해지지만, 어원학자들은 이 단어가 실제로는 베를린 방언으로 로트벨시 이디시어에서 유래했으며, 이 이야기는 나중에 꾸며낸 것이라고 보고한다.

### 종교

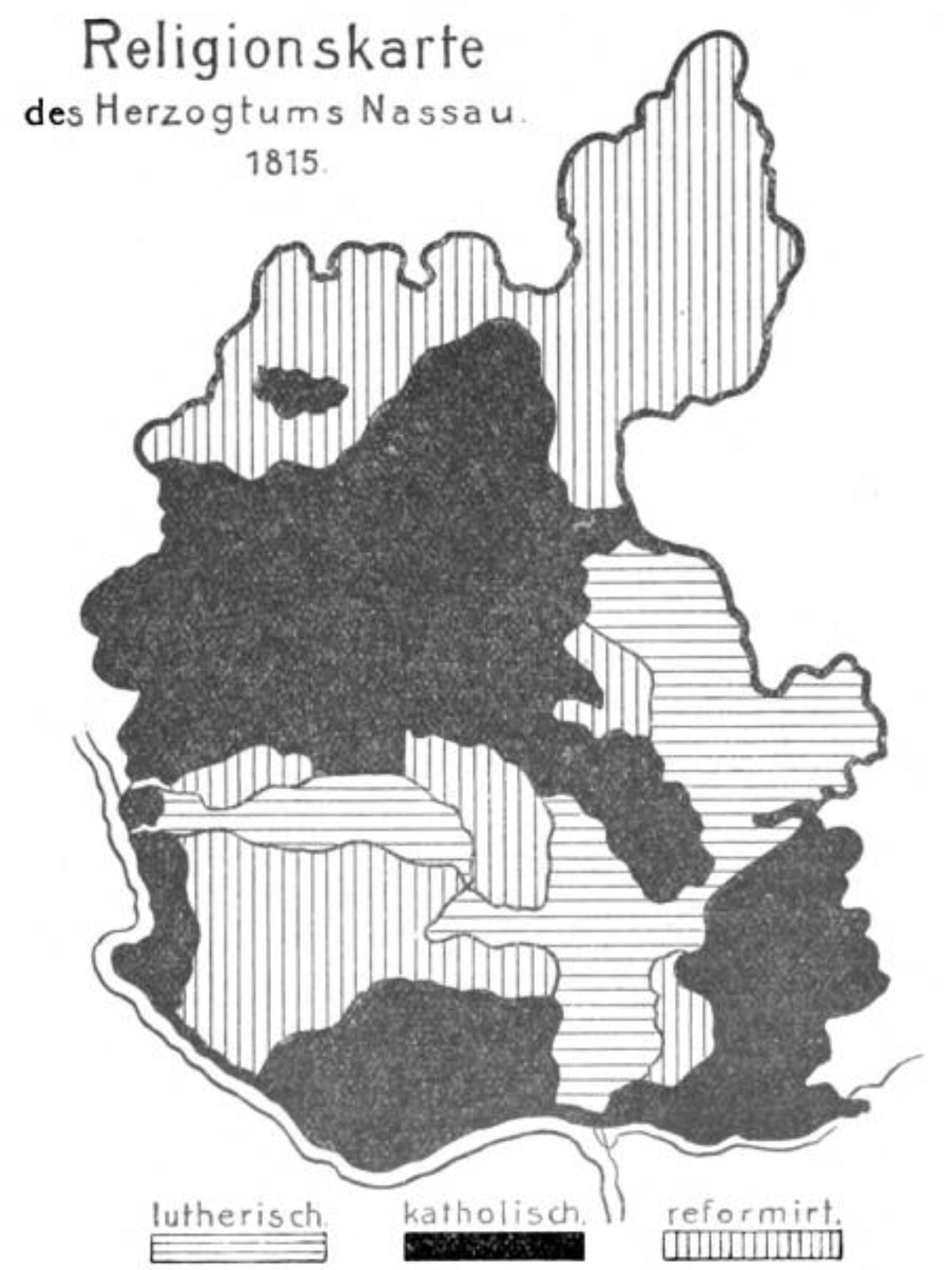
나사우의 다수 종교 지도 (1816–1866)

공국을 형성하기 위해 합쳐진 이질적인 영토들의 결과로, 나사우는 종교적으로 통합된 국가가 아니었다. 1820년 종교 집단의 분포는 다음과 같았다: 연합 개신교 53%, 가톨릭 45%, 유대인 1.7%, 메노파 0.06%. 그러나 두 가지 이상의 종교를 가진 정착지는 드물었다. 대부분의 마을과 도시는 두 주요 기독교 집단 중 하나의 구성원들에 의해 분명히 지배되었다. 독일의 개신교 지역에서 흔히 볼 수 있듯이 헌법은 교회를 국가의 통제 아래 두었다. 루터교회와 개혁교회는 1817년 이츠슈타인의 성모 승천 교회에서 단일 나사우 개신교회로 통합하기로 합의하여, 독일 연방에서 최초의 연합 개신교 교회가 되었다.
1804년에 이미 나사우의 가톨릭 교구를 설립하려는 노력이 있었지만, 1821년에야 나사우 공국과 성좌가 림부르크 교구 설립에 합의했고, 1827년에 공식적으로 설립되었다.
실제 교회 정책과 더불어 국가 정치와 교회 문제 사이에는 다른 상호 작용 지점들이 있었다. 구속주회 수도회라는 종교 단체가 본호펜으로 이전하면서 주와 주교 사이에 갈등이 빚어졌다. 구속주회 수도회는 본호펜에 남아 있었다. 그리스도의 가난한 여종 수도회는 데른바흐에서 창설된 또 다른 종교 단체로, 곧 교구 내 환자들을 돌보는 일을 맡았다. 초기에는 하급 단계에서 일부 문제가 있었지만, 공국의 정부로부터 묵인되었고 심지어 암묵적으로 지원받았는데, 의사들로부터 열광적인 칭찬을 받았기 때문이다. 많은 곳에서 '병원' 또는 이동 진료소가 설립되었는데, 이는 현대의 사회복지시설의 선구자였다.

### 공작
| 공작                  | 초상화 | 출생            | 사망             | 재위 기간                         |
| --------------------- | ------ | --------------- | ---------------- | --------------------------------- |
| 프리드리히 아우구스트 |        | 1738년 4월 23일 | 1816년 3월 24일  | 1806년 8월 30일 – 1816년 3월 24일 |
| 빌헬름                |        | 1792년 6월 14일 | 1839년 8월 20일  | 1816년 3월 24일 – 1839년 8월 20일 |
| 아돌프                |        | 1817년 7월 24일 | 1905년 11월 17일 | 1839년 8월 20일 – 1866년 9월 20일 |

나사우 공작들은 나사우가의 발람 가문에서 유래했다. 나사우 가문의 발람 가문 구성원들은 여전히 룩셈부르크 대공국(나사우-바일부르크)을 통치하고 있다. 현재 재위 중인 대공은 여전히 나사우 공작을 명예 칭호로 사용한다.
네덜란드 왕실은 1255년에 발람 가문에서 분리된 오라녜나사우의 오토 가문에서 유래했다.

### 수석 장관
| 수석 장관                                                  | 초상화 | 재임 시작 | 재임 종료 |
| ---------------------------------------------------------- | ------ | --------- | --------- |
| 한스 크리스토프 에른스트 폰 가거른                         |        | 1806      | 1811      |
| 에른스트 프란츠 루드비히 마르샬 폰 비버슈타인              |        | 1806      | 1834      |
| 카를 빌데리히 폰 발더도르프                                |        | 1834      | 1842      |
| 프리드리히 안톤 게오르크 카를 폰 복 운트 헤름스도르프      |        | 1842      | 1843      |
| 에밀 아우구스트 폰 둥게른                                  |        | 1843      | 1848      |
| 아우구스트 헤르겐한                                        |        | 1848      | 1849      |
| 프리드리히 폰 빈칭게로데                                   |        | 1849      | 1852      |
| 공작 아우구스트 루드비히 추 자인-비트겐슈타인-베를레부르크 |        | 1852      | 1866      |
| 아우구스트 헤르겐한                                        |        | 1866      | 1866      |

## 경제
작은 공국의 경제 상황은 위태로웠다. 국토의 대부분은 중간산악 지대였는데, 이는 농업적 가치가 거의 없었고 내부 교통에 상당한 장애물이었다. 그럼에도 불구하고 인구의 3분의 1 이상이 자신의 농지에서 일했는데, 이는 가족 상속의 결과로 작은 면적으로 분할되었다. 이러한 소규모 농지는 일반적으로 다른 수입원으로 보충해야 했는데, 종종 베스터발트에서는 행상으로 일하는 경우가 많았다. 상인들 중 압도적인 다수는 장인이었다.

### 통화
공국은 남부 독일 통화 지역에 속했다. 따라서 가장 중요한 화폐 단위는 굴덴이었다. 이것은 화폐로 사용하기 위해 주조되었다. 1837년까지 1 쾰른 은 마르크(233.856g)는 24 굴덴이었다. 굴덴은 60 크로이처로 나뉘었다. 은과 구리로 된 잔돈은 6, 3, 1, 0.5, 0.25 그램으로 주조되었다.

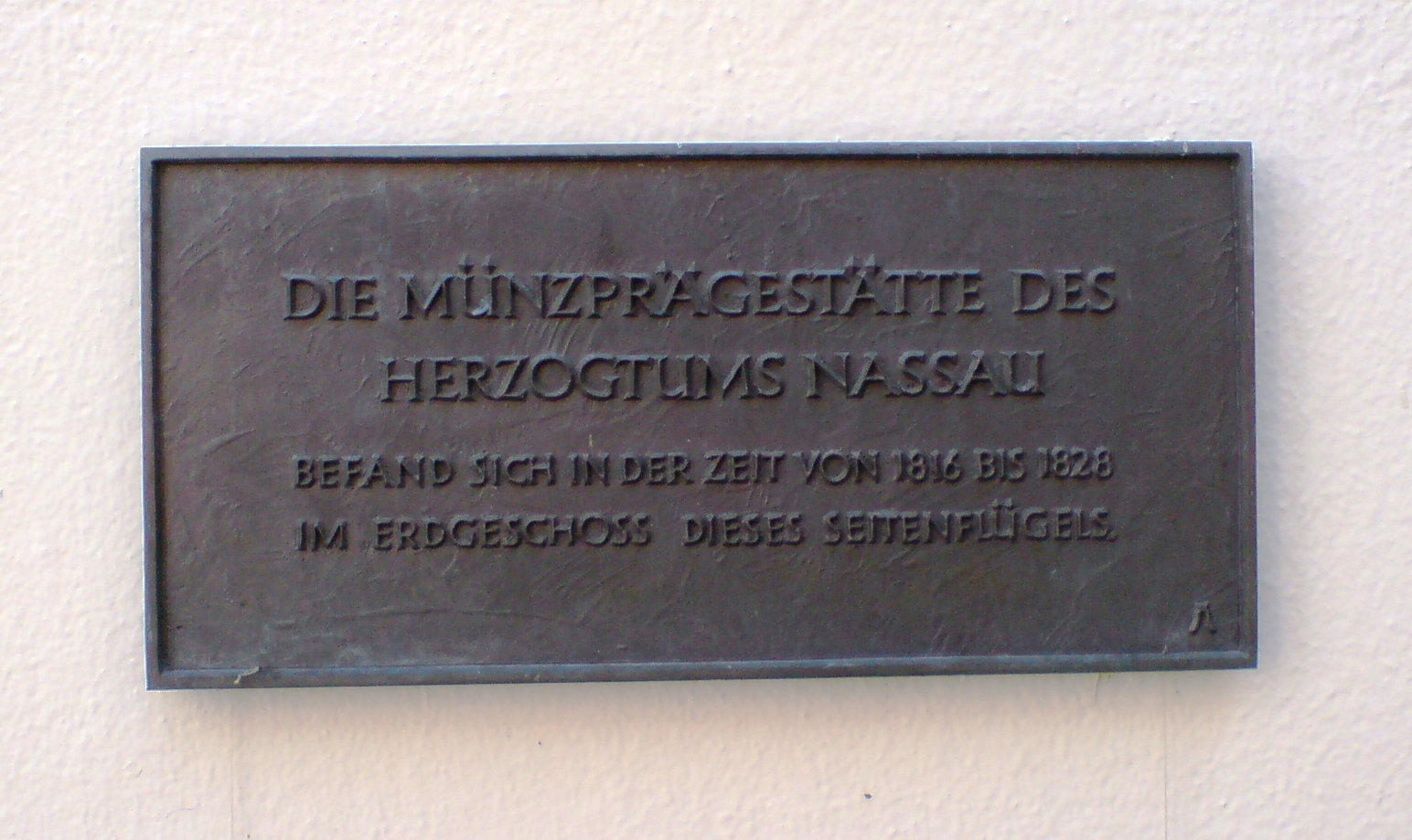
나사우 공국 조폐국을 위한 림부르크 기념판

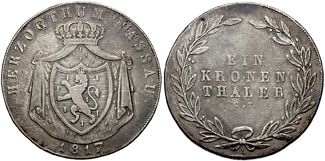
나사우 크론탈러

1816년부터는 162 크로이처(즉, 2.7 굴덴)의 크론탈러도 있었다. 1816년부터 1828년까지 공국의 조폐국은 현재 주교의 꾸리아가 있는 림부르크 건물에 있었다. 1837년부터 공국은 뮌헨 통화 조약의 회원국 중 하나였으며, 이는 은 마르크(233.855g)를 24.5 굴덴으로 정했다. 1838년 드레스덴 조약 체결 후, 탈러도 법정 화폐였으며 소량 주조되었다. 2 탈러는 3.5 굴덴에 해당했다. 1842년에는 4분의 1 크로이처 가치의 헬러가 가장 작은 단위로 도입되었다. 1857년 빈 통화 조약 이후, 공국은 페라인스탈러도 주조했다. 1 프푼트(500g) 은은 52.5 굴덴 또는 30 탈러에 해당했다. 헬러는 4분의 1 크로이처 가치의 페니히로 대체되었다.
1840년부터 란데스-크레디트-카세가 비스바덴에서 란데스-크레디트-카세-샤이네(Landes-Credit-Casse-Scheine)라고 알려진 지폐를 발행했다. 이 지폐는 1, 5, 10, 25 굴덴의 액면가를 가졌다.

## 참고 문헌
- 《Herzogtum Nassau 1806–1866. Politik – Wirtschaft – Kultur》. Wiesbaden: Historische Kommission für Nassau. 1981. ISBN 3-922244-46-7.
- Bernd von Egidy (1971). 《Die Wahlen im Herzogtum Nassau 1848–1852》. 《Nassauische Annalen》 82 (Wiesbaden). 215–306쪽.
- Konrad Fuchs (1968). 《Die Bergwerks- und Hüttenproduktion im Herzogtum Nassau》. 《Nassauische Annalen》 79 (Wiesbaden). 368–376쪽.
- Königliche Regierung zu Wiesbaden (1876–1882). 《Statistische Beschreibung des Regierungs-Bezirks Wiesbaden》. Wiesbaden: Verlag Limbart.
- Michael Hollman: Nassaus Beitrag für das heutige Hessen. 2nd edition. Wiesbaden 1994.
- Otto Renkhoff (1992). 《Nassauische Biographie. Kurzbiographien aus 13 Jahrhunderten》 2판. Wiesbaden: Historische Kommission für Nassau. ISBN 3-922244-90-4.
- Klaus Schatz (1983). 《Geschichte des Bistums Limburg》. 《Quellen und Abhandlungen zur mittelrheinischen Kirchengeschichte》 48 (Wiesbaden).
- Winfried Schüler (2006). 《Das Herzogtum Nassau 1806–1866. Deutsche Geschichte im Kleinformat》. Wiesbaden: Historische Kommission für Nassau. ISBN 3-930221-16-0.
- Winfried Schüler (1980). 《Wirtschaft und Gesellschaft im Herzogtum Nassau》. 《Nassauische Annalen》 91 (Wiesbaden). 131–144쪽.
- Christian Spielmann (1909). 《Geschichte von Nassau: Vol. 1. Teil: Politische Geschichte》. Wiesbaden.
- Christian Spielmann (1926). 《Geschichte von Nassau: Vol. 2. Teil: Kultur und Wirtschaftsgeschichte》. Montabaur.
- Franz-Josef Sehr (2011). 《Die Gründung des Nassauischen Feuerwehrverbandes》. 《Jahrbuch für den Kreis Limburg-Weilburg 2012》 (Limburg-Weilburg: Der Kreisausschuss des Landkreises Limburg-Weilburg). 65–67쪽. ISBN 978-3-927006-48-5.
- Stefan Wöhrl (1994). 《Forstorganisation und Forstverwaltung in Nassau von 1803 bis 1866》. Wiesbaden: Georg-Ludwig-Hartig-Stiftung.